# Mercurey
Pour le vin, voir mercurey (AOC).
Mercurey est une commune française située dans le département de Saône-et-Loire, en région Bourgogne-Franche-Comté.
Telle qu'elle se présente de nos jours, elle résulte de la fusion de deux communes qui ont fusionné le 1er février 1971 : Bourgneuf-Val d'Or et Mercurey.
La commune est particulièrement réputée pour ses vins rouges et blancs classés en AOC village et premier cru.

## Géographie

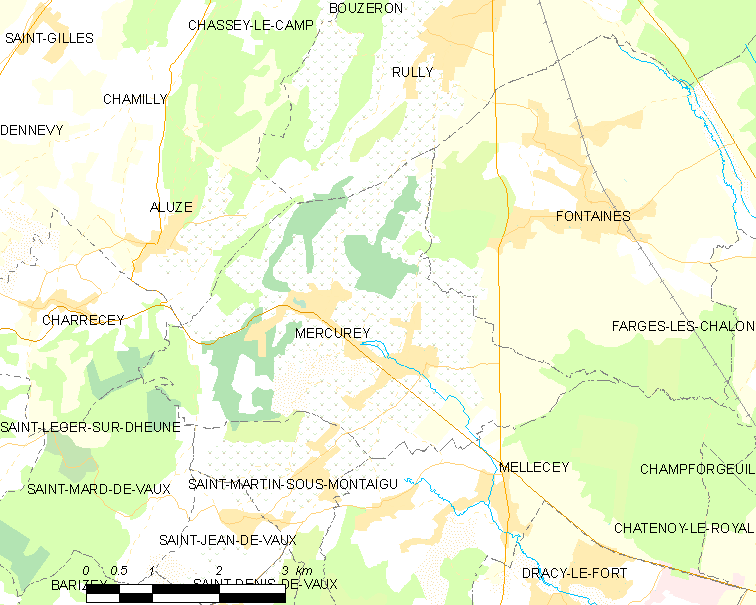
Carte de Mercurey et des communes limitrophes.

Située en Bourgogne, dans le département de Saône-et-Loire (côte chalonnaise), à environ 10 kilomètres au nord-ouest de Chalon-sur-Saône.

### Communes limitrophes

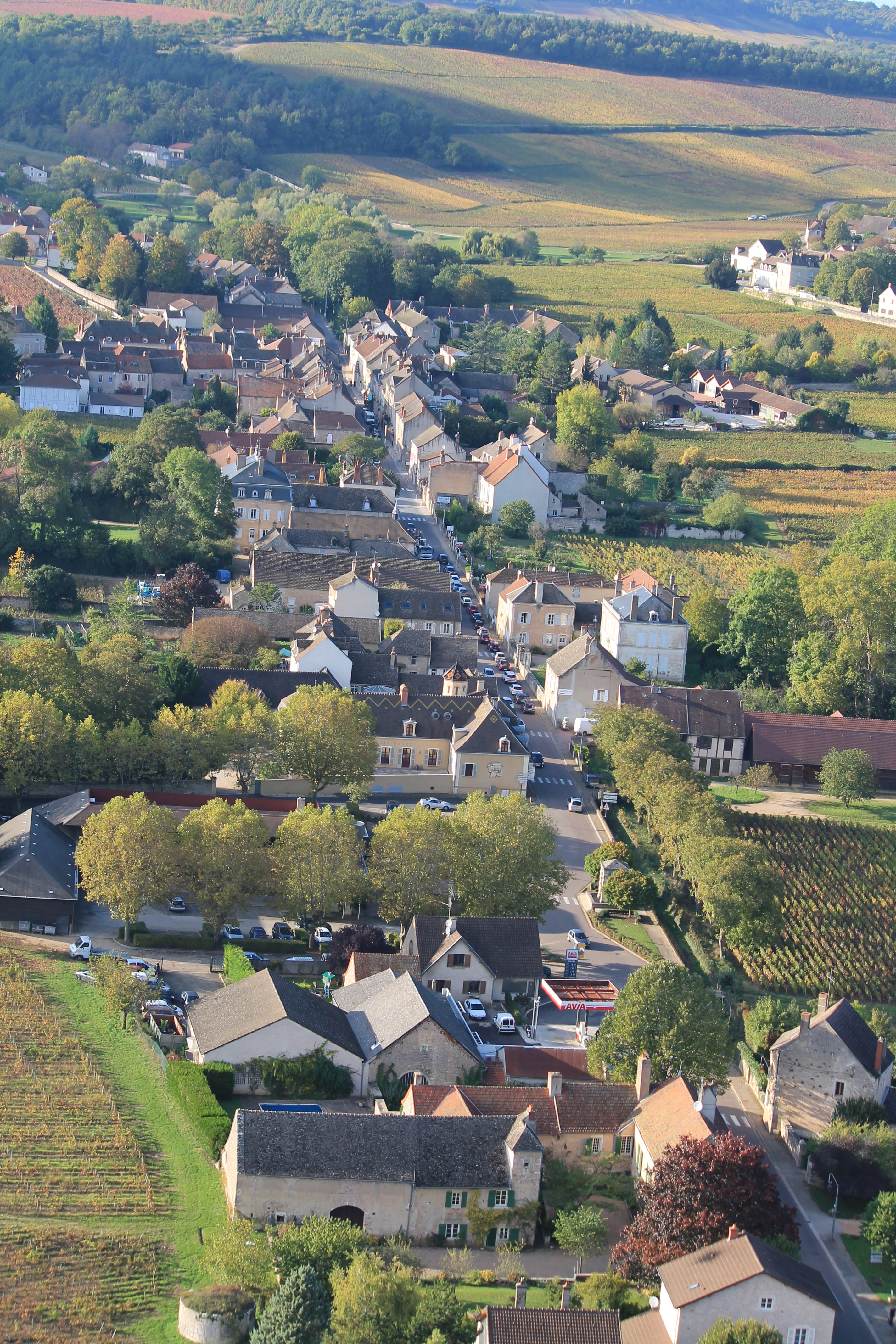
Vue d'une partie du centre de Mercurey avec la départementale 978 et le vignoble à côté.

### Accès et transports
La commune, située à proximité des grands axes de circulation, à 12 kilomètres de l'autoroute A6 (Chalon-sur-Saône), à 6 kilomètres des voies ferrées Paris-Lyon-Marseille et 20 kilomètres du TGV (Le Creusot), à 8 kilomètres de la route nationale 80 Chalon-Moulins, est traversée par la route départementale 978 Chalon-Autun.

### Géologie et relief

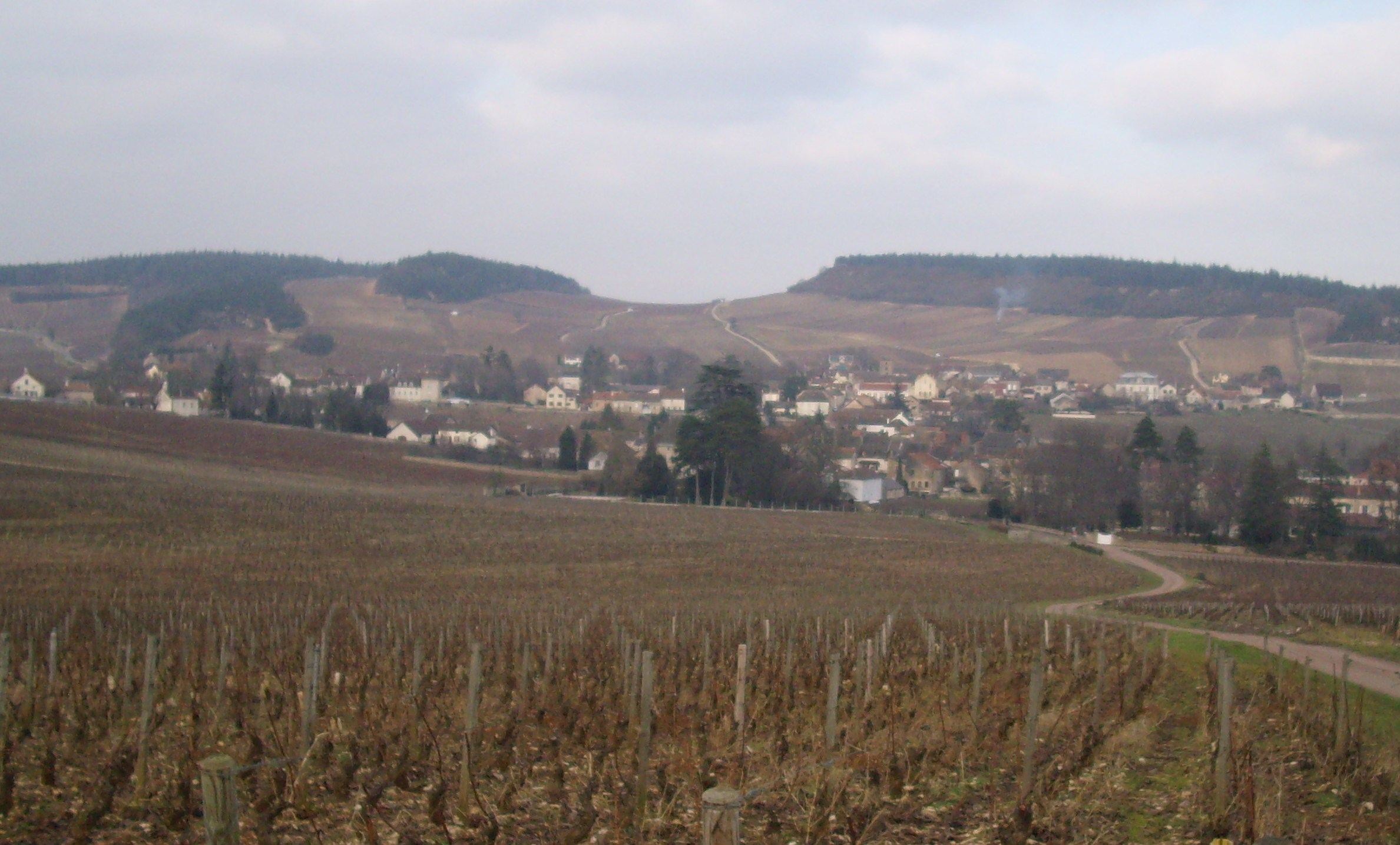
Vue de Mercurey.

Village viticole typique de Bourgogne dans un paysage vallonné. Les sols sur lesquels se sont déposés les sédiments marno-argilo-calcaires des mers jurassiques (230 à 135 millions d'années). Les roches qui dominent Mercurey sont de la période du Jurassique moyen et début du Jurassique supérieur. Une couche assez épaisse de marnes grises forme le sous-sol des meilleurs crus de Mercurey (époque de l'oxfordien). Une deuxième crête rocheuse est formée par le calcaire que l'on appelle la dalle nacrée.
Le vignoble est implanté sur des sols argilo-calcaires provenant du soubassement rocheux calcaire d'âge jurassique. On distingue trois grands ensembles de sols, en premier des sols issus de calcaires durs (244 hectares), en deuxième des sols issus de marnes (194 hectares) et en troisième des sols issus de dépôts caillouteux (102 hectares). À d'autres endroits, on trouve des sols avec des argiles profonds, de colluvions... On retrouve sur ces sols argilo-calcaires des sols lourds, des sols pierreux et d'autres un peu plus sableux.

### Hydrographie
Un ruisseau traverse le village, il se nomme le Giroux. D'une longueur de 8,1 km, sur les trois communes de Saint-Martin-sous-Montaigu (source), Mercurey, Mellecey (confluence). Il prend sa source près du château Blaizy, à l'altitude 314 mètres (46° 49′ 15″ N, 4° 41′ 33″ E) et se jette dans l'Orbise.
Il existe aussi un étang, nommé étang du Pont-Latin. Le Giroux prend sa source sur le territoire de la commune de Charrecey au pied de la ferme de la Forêt (commune de Saint-Mard-de-Vaux), il traverse la vallée de Charrecey et disparaît à l'Entonoir (commune de Aluze) et ressort au Pont Latin à Mercurey. Il se jette dans l'Orbize à Mellecey mais n'a aucun trajet dans la commune de Saint-Martin-sous-Montaigu (voir le Giroux et l'Orbize).

#### Le remembrement du vignoble

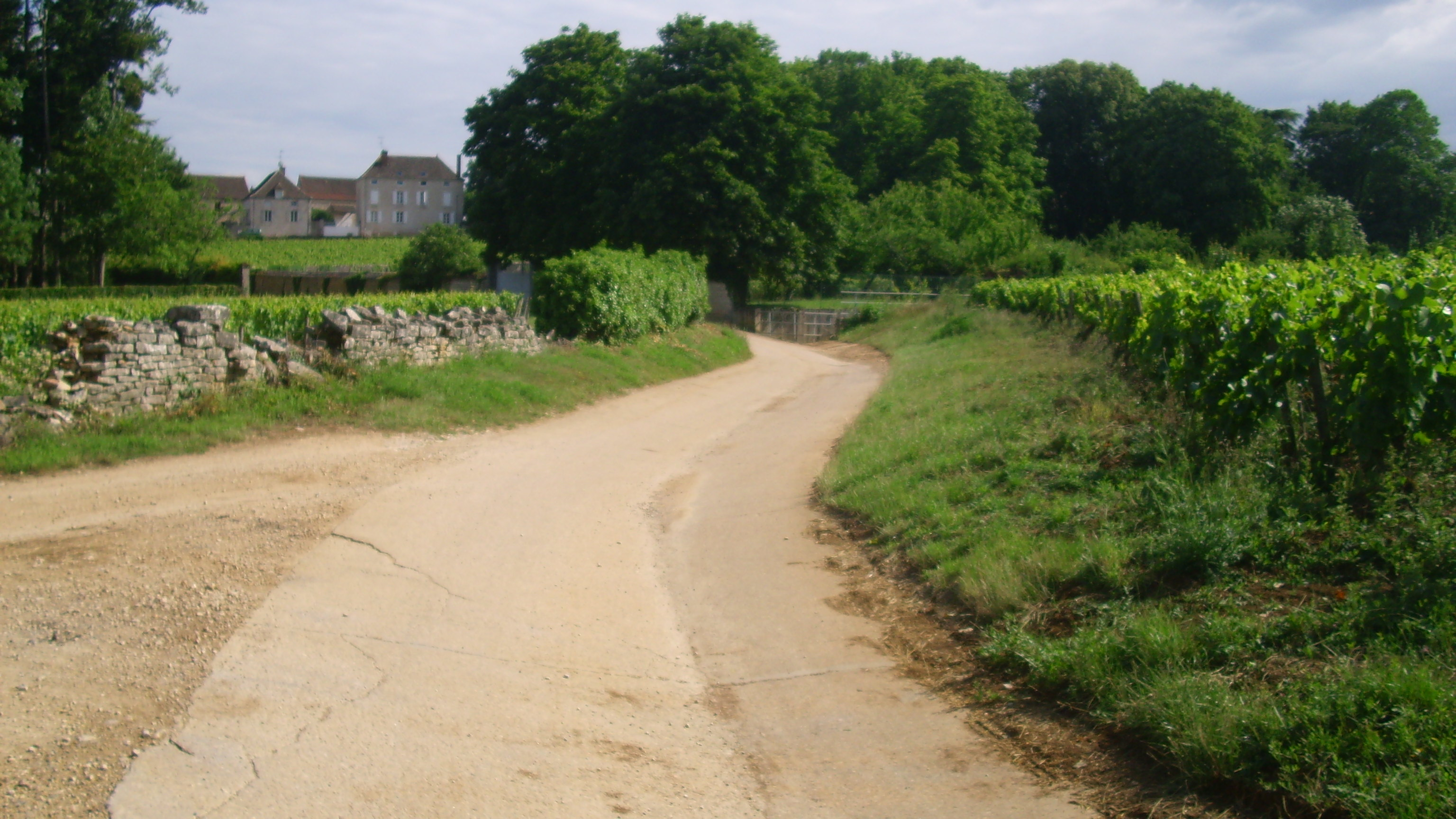
Voie d'écoulement des eaux.

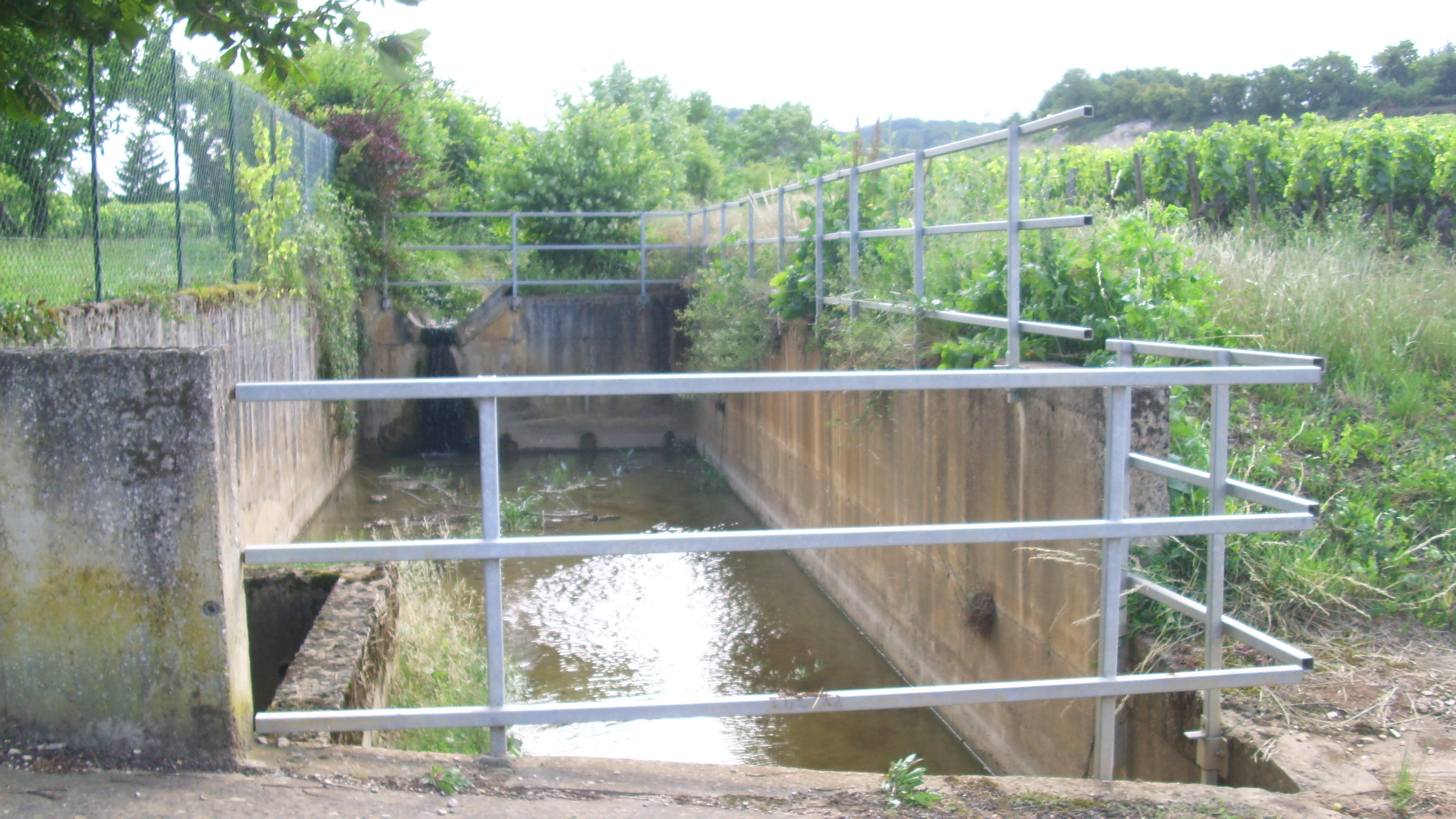
Bassin de réception des eaux.

Par deux fois, en 1981 et 1983, Mercurey a été victime d'orages dévastateurs (vignobles ravinés, ceps de vignes déchaussés, murs de soutènement emportés, caves inondées, etc.). Les causes de ces catastrophes sont l'absence quasi totale de réseaux hydrauliques dans les coteaux, la suppression progressive des haies et des murs dans ces mêmes coteaux, le tassement des sols par l'utilisation de matériels de plus en plus lourds et, pour finir, la suppression des zones tampons par l'augmentation des surfaces plantées en vignes. À la suite de ces événements, les viticulteurs et la population de Mercurey, regroupés en une association foncière (1983), décidèrent de mettre en place un remembrement sur 1 400 hectares dont 800 de vignes ce qui, à l'époque, fut une première en France. Ce remembrement permit la réalisation d'aménagements hydrauliques contre le ruissellement et l'érosion des sols, grâce à des bacs de décantation (19 en tout), des bassins de rétention d'eau de pluie (au nombre de 3), des chemins bétonnés (5,5 kilomètres), des canalisations (3,3 kilomètres,, etc. Ces travaux d'aménagements hydrauliques furent réalisés en 1988. La démonstration de leur utilité est faite lorsque, le 19 février 2006, s'abattent des pluies diluviennes : tous les bassins de stockage remplissent alors leur fonction, empêchant l'inondation du village.

### Climat
Pour des articles plus généraux, voir Climat de la Bourgogne-Franche-Comté et Climat de Saône-et-Loire.
En 2010, le climat de la commune est de type climat océanique dégradé des plaines du Centre et du Nord, selon une étude du Centre national de la recherche scientifique s'appuyant sur une série de données couvrant la période 1971-2000. En 2020, Météo-France publie une typologie des climats de la France métropolitaine dans laquelle la commune est dans une zone de transition entre le climat océanique altéré et le climat océanique altéré et est dans la région climatique Bourgogne, vallée de la Saône, caractérisée par un bon ensoleillement (1 900 h/an), un été chaud (18,5 °C), un air sec au printemps et en été et des vents faibles.
Pour la période 1971-2000, la température annuelle moyenne est de 11 °C, avec une amplitude thermique annuelle de 17,9 °C. Le cumul annuel moyen de précipitations est de 821 mm, avec 11,6 jours de précipitations en janvier et 7,1 jours en juillet. Pour la période 1991-2020, la température moyenne annuelle observée sur la station météorologique de Météo-France la plus proche, « Chalon-Champforgueil », sur la commune de Champforgeuil à 9 km à vol d'oiseau, est de 11,4 °C et le cumul annuel moyen de précipitations est de 736,5 mm. 
La température maximale relevée sur cette station est de 39,7 °C, atteinte le 12 août 2003 ; la température minimale est de −17,6 °C, atteinte le 20 décembre 2009,,.
Les paramètres climatiques de la commune ont été estimés pour le milieu du siècle (2041-2070) selon différents scénarios d'émission de gaz à effet de serre à partir des nouvelles projections climatiques de référence DRIAS-2020. Elles sont consultables sur un site dédié publié par Météo-France en novembre 2022.

#### Ensoleillement
Les valeurs d'ensoleillement de 1991 à 2010 (en nombre d'heures) de Dijon et Mâcon, Mercurey étant située entre ces deux villes.
| Mois  | Jan  | Fev  | Mar   | Avr   | Mai   | Jui   | Jui   | Aou   | Sep   | Oct   | Nov  | Dec  | Année  |
| ----- | ---- | ---- | ----- | ----- | ----- | ----- | ----- | ----- | ----- | ----- | ---- | ---- | ------ |
| Dijon | 63,9 | 94,4 | 151,3 | 185,4 | 212,3 | 239,1 | 248,3 | 233,6 | 181,3 | 117,2 | 67,8 | 54,2 | 1848,8 |
| Mâcon | 61,9 | 91,5 | 154,9 | 182   | 212,9 | 245,3 | 267,7 | 242,4 | 185,6 | 116,9 | 70,3 | 50,5 | 1881,9 |

## Urbanisme

### Typologie
Au 1er janvier 2024, Mercurey est catégorisée commune rurale à habitat dispersé, selon la nouvelle grille communale de densité à sept niveaux définie par l'Insee en 2022.
Elle est située hors unité urbaine. Par ailleurs la commune fait partie de l'aire d'attraction de Chalon-sur-Saône, dont elle est une commune de la couronne,. Cette aire, qui regroupe 109 communes, est catégorisée dans les aires de 50 000 à moins de 200 000 habitants,.

### Occupation des sols
L'occupation des sols de la commune, telle qu'elle ressort de la base de données européenne d’occupation biophysique des sols Corine Land Cover (CLC), est marquée par l'importance des territoires agricoles (68,5 % en 2018), une proportion identique à celle de 1990 (68,5 %). La répartition détaillée en 2018 est la suivante : cultures permanentes (44,3 %), forêts (23,2 %), terres arables (11,9 %), zones agricoles hétérogènes (9,5 %), zones urbanisées (8,2 %), prairies (2,7 %), milieux à végétation arbustive et/ou herbacée (0,1 %). L'évolution de l’occupation des sols de la commune et de ses infrastructures peut être observée sur les différentes représentations cartographiques du territoire : la carte de Cassini (XVIIIe siècle), la carte d'état-major (1820-1866) et les cartes ou photos aériennes de l'IGN pour la période actuelle (1950 à aujourd'hui).

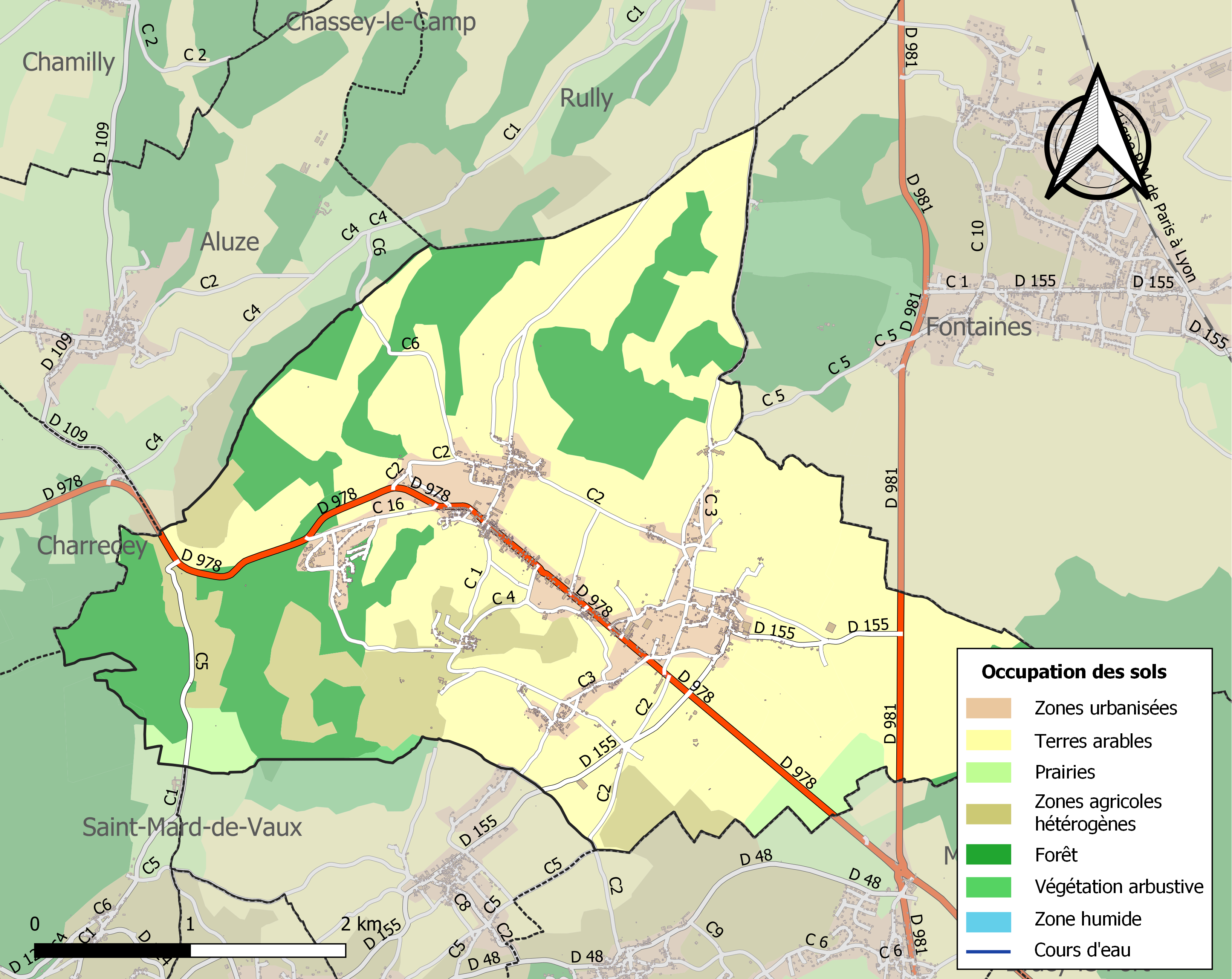
Carte des infrastructures et de l'occupation des sols de la commune en 2018 (CLC).

## Histoire

### Antiquité
La localité doit son nom à la construction d'un temple élevé au dieu Mercure. Elle est implantée sur la voie romaine (via Agrippa) qui va d'Autun à Chalon, dont il ne reste que peu de traces, cachée sous le bitume. Quelques vestiges ont été découverts à Mercurey et dans ses hameaux :
- un dieu au maillet Sucellus encastré dans la façade d'une maison ayant appartenu au général Duhesme, et une statuette en bronze[MATB 1] ;
- des tuiles à rebord et de la céramique noire[MATB 1] ;
- des traces de cendres et de bois carbonisé[MATB 1] ;
- des fondations gallo-romaines avec lors des fouilles, des tuiles à rebords, de la céramique sigillée et des monnaies romaines ainsi qu'une centaine de monnaies de Constance[MATB 1] ;
- un vicus (habitat)[MATB 1] ;
- un vaste cimetière de l'époque mérovingienne avec une sépulture sous des dalles de pierres brutes, accompagnée de tombes isolées[MATB 2] ;
- des sépultures sous dalles[MATB 3].

### Moyen Âge et Renaissance

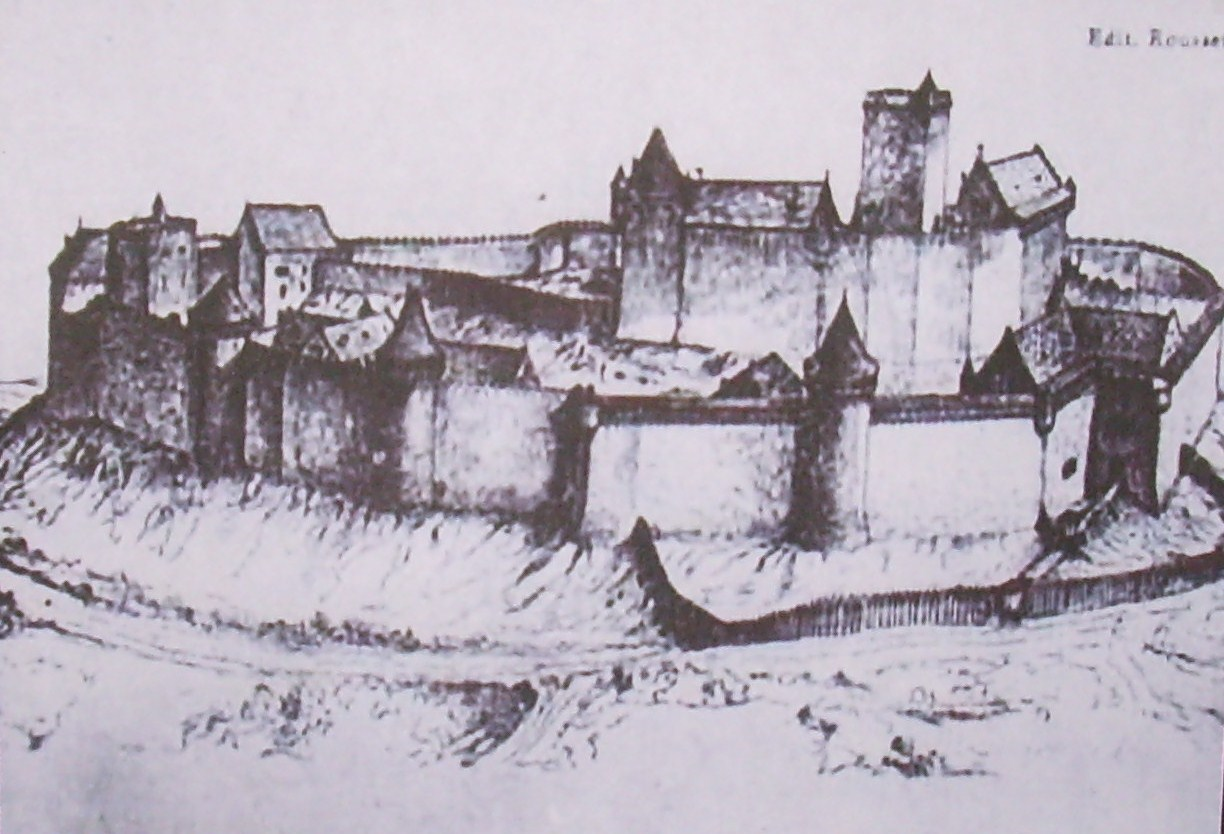
Château de Montaigu au Moyen Âge.

Mercurey, entre-temps, subit les invasions barbares et, parmi elles, celle des Burgondes qui se fixent dans la région lui donne son nom de Burgondie (Bourgogne actuel). Le château de Montaigu est construit par Robert le Valentinois, comte de Chalon (aux alentours de 950) ; ce château possède de la vigne sur un côté. De cette époque, nous conservons le nom de quelques viticulteurs de l'an 1004 : Vitgerius et Oltregildis, son épouse et leurs fils, qui vendent des vignes à l'abbaye Saint-Marcel-lès-Chalon. Le XIIe siècle voit l'édification de l'église Notre-Dame de Mercurey par les moines de Saint-Marcel-lès-Chalon, appartenant à l'abbaye de Cluny. En 1180, le château de Montaigu passa sous l'autorité d'Hugues III, duc de Bourgogne, qui l'attribua à son fils Alexandre (ceci voit le début de la lignée des "Montaigu-Bourgogne"). Un seul seigneur (Guillaume) y réside de manière permanente. 

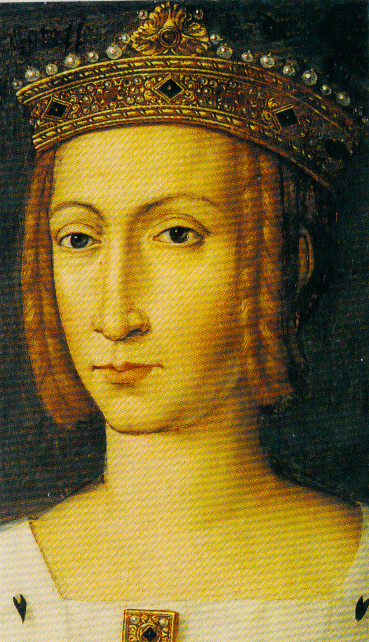
Marguerite III de Flandre.

 En 1241, Eudes I de Montaigu accorde aux habitants de ses finages une charte de franchise par laquelle ses vassaux moyennant certaines obligations, sont affranchis du droit de mainmorte (incapacité dont sont frappés les serfs en France au Moyen Âge de transmettre leurs biens à leur décès) qui les rattachent encore à la glèbe (qui est la terre du domaine auquel un serf était attaché, à l’époque féodale, en sorte qu’on le vendait avec le fonds.). C'est à l'époque d'Eudes I qu'est probablement construite l'église de Touches, En 1300, le seigneur de Mercurey est Guillaume de Marnay. En 1348, à la mort d'Henri de Montaigu, le château est partagé entre le duc de Bourgogne et la famille Damas, En février 1371, le duc de Bourgogne décide une grosse campagne d'achats de vin, il en fait acheter une quantité notable à Montaigu. C'est à Montaigu encore que Méliore, l'envoyé du pape, trouve à acheter du vin qui est par la suite recherché par la cour pontificale. Philippe le Hardi est détenteur de la moitié du fief de Montaigu, en 1392 il en fait le partage, et en donne une partie à Philippe le Bon, qui contribue à sa réputation. Entre 1385 et 1405, les vins de la région de Mercurey figurent même sur la liste des vins en cave pour le service du duc de Bourgogne dans sa résidence d'Arras, ils plaisent à Marguerite de Flandre.
Antoine de Crey est le seigneur du village en 1423, suivi de Pierre de Maissey en 1461 et ce dernier accompagné de Philippe Digoine d'occuper ce titre de seigneur en 1470. La Bourgogne, à cette époque est un grand duché, dont les possessions vont jusqu'en Belgique, et qui est rattaché à la France seulement sous Louis XI en 1477 ; cette même année, le château de Montaigu tombe dans les mains des rois de France, à la mort du duc de Bourgogne Charles le Téméraire.

### LeXVIesiècle
Le notariat de Mercurey et plus encore, celui de la paroisse voisine de Saint-Martin-sous-Montaigu, éclairent intimement la vie du village. On ne cite alors que très peu de marchands et encore moins d'artisans. La vigne est effectivement citée, avec des prés et des terres.
La seigneurie de Mercurey est associée à celle d'Estroyes depuis 1438. Les détenteurs successifs sont:
- Anthoine du Crest, écuyer, seigneur de Mercurey, Jamproye et Estroyes en 1424.
- « plusieurs gentilshommes », pour les trois seigneuries, non dénommés cités dans les cherches de feux du bailliage de Chalon en 1430, 1431, 1433 et 1435-1436. Il faut en conclure que la famille Du Crest a quitté les lieux, et que les sœurs (?) de Bessey (Jehanne et Alix) les détiennent.
- Jehanne de Basay (alias Bessey), dame d'Estroyes et de Mercurey en partie en 1438. Probablement mère de Philibert de Digoine et tante de Pierre de Maissey.
- Pierre de Maissey, écuyer, seigneur d'Estroyes et de Mercurey en partie de 1446 et 1461. Époux avant 1446 de Marguerite Perron dite Mypont en 1460. De 1459 à 1467[RP 6], il baille à cens des vignes à Mercurey, le plus souvent en compagnie de Philibert de Digoine (son cousin-germain maternel ?). Il est le fils de maître Jehan Perron (maire ou échevin de Beaune) et d'Alix de Bessey, fondatrice d'une chapelle à Beaune.
- Philibert de Digoine, mort entre 1471 et 1477 (peut-être mort avant 1474). Il épouse Jeanne de Marchiseuil, dame d'Estroyes et de Mercurey en partie en 1477, remariée à Guiot Damas, noble de l'Auxois. Il est l'acquéreur de la seigneurie de Mercurey et d'Estroyes, que sa descendance conservera jusqu'à la fin du XVIIe siècle. Il appartient à un des nombreux rameaux de cette famille connue depuis le XIe siècle, que l'on soupçonne être en parenté avec le fondateur de l'abbaye de Saint-Benoît-sur-Loire au début du VIIe siècle.
- Philippe Bataille (1480+1571), originaire de Beaune, devenu conseiller au parlement de Dijon. Il est codétenteur de la seigneurie au début du XVIe siècle. Or, il a épousé Françoise Garin (+1533), fille de Guillaume Garin, et nièce de Nicole Garin épouse d'Antoine de Digoine, capitaine de Couches.
- Guillaume de Digoine. Seigneur de Mercurey de 1473 à 1507. Il est par ailleurs seigneur de Santenay en partie (sans doute pour une rue du village) en 1507 et 1509. Il meurt entre 1507 et 1509. Il épouse avant 1489 Emiliane Damas, morte en 1516.
- les frères Jehan et Philibert de Digoine. Écuyers en 1526. Seigneurs de Mercurey depuis 1528. Seul Jehan loge à Estroyes tandis que son frère vit à Couches. Jehan est lieutenant pour le roi à Auxonne en 1561. Il meurt aux premières heures des guerres civiles dites de Religion, en 1562. Il épouse avant 1549 Anne de Brancion. Devenue veuve, celle-ci se remarie avec Girard de Gand, seigneur de La Oultre, de Villemorien (Aube) et de Varennes-lès-Beaune, et suit son nouvel époux en Champagne. Elle vit encore en 1565. Pour sa part, Philibert de Digoine meurt entre 1546 et 1562. Il épouse Barbe de Thenay, vivante en 1569, et sa descendance se fixera à Sampigny.
- Robert de Digoine. Fils de Jean ci-dessus. Archer (1569) puis enseigne de la compagnie de Monsieur de Tavannes (1580-1585). Lieutenant (1587) puis capitaine de 50 hommes d'armes des ordonnances du roi, attaché au sénéchal de Lyon (1593). Écuyer (1563). Seigneur de Mercurey depuis 1572. Il meurt entre 1590 et 1593. Il épouse avant 1572 Claude de Chissey. Elle vit en 1601.
- Jehan de Digoine. Fils du précédent. Archer de la compagnie du sénéchal de Lyon (1589). Il meurt entre 1639 et 1642. Il épouse Pernette Prisque ; puis, en 1593, Philiberte Saigne ; et enfin, en 1602, Félicité des Barres.
- Erard de Digoine. Fils du précédent. Né en 1611. Chevalier de Malte en 1631.
- Marie de Digoine (1612+1688). Sœur du précédent. Religieuse à l'abbaye de Lancharre (près de Brancion).
- Anne de Digoine. Sœur des précédents. Elle épouse en 1646 Claude-Baptiste de Montrichard. Seigneur de Flambault de 1650 à 1652. Premier capitaine au régiment d'Enghien. Il vit en 1680.

### Période moderne
Le seigneur de Mercurey en 1480 est Philibert de Pitois, puis c'est Jean de Digoine en 1560. En 1570, l'armée de l'amiral Coligny, chef du parti protestant fait détruire l'église de Mercurey. Plus tard, sous le règne d'Henri IV, et bien que le vin de Mercurey soit assez corsé, une chronique mentionne qu'il plaît aux femmes, et plus particulièrement à Gabrielle d'Estrées (maîtresse d'Henri VI, qui, lui, est amateur de Givry). Le château de Montaigu fut démantelé en 1591 par les troupes catholiques de la ligue.
Le village voit défiler en tant que seigneurs : Jean de Digoine en 1625, Félicité des Barres en 1652 (veuve de Digoine en tant que dame), Claude-Baptiste de Montrichard en 1680, Adrien de Montrichard en 1682 et Jean Quarré en 1733. Un hiver très froid sévit dans le village en 1767. La fontaine de Marjonzin est édifiée en 1768. Les intempéries touchent durement la commune en 1768 et 1770 par de nombreux orages de grêle, en 1779 et 1788 par un froid exceptionnel (« Il gelait même dans les caves les plus chaudes »). L'année 1789 voit une année malheureuse en tout point : pas de vendanges, pas de moissons et pas de commerce. Le 21 février 1677, l'évêque de Chalon, Jean de Maupeou approuve le règlement de la Société de secours mutuels établie entre les vignerons de la commune de Touches, sous le patronage de saint Martin.

### Période contemporaine

#### XIXesiècle

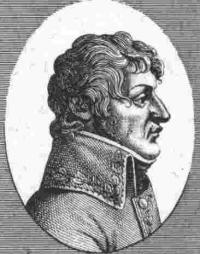
Général Duhesme.

Ce qu'il restait du château de Montaigu, servit de logements et d'entrepôts par des vignerons ; puis en 1803, les restes de la forteresse furent vendus à un maçon du Bourgneuf, pour servir de carrière de pierres. Parmi les personnalités de Mercurey, le général d'Empire Duhesme est né dans la maison familiale de la famille de Michel Juillot, ses armes figurent sur la cheminée de la maison. De retour de l'île d'Elbe, Napoléon s'arrête à Mercurey le 15 mai 1815. Un vigneron nommé Prieur le reçoit, et lui sert du vin de Mercurey, et Napoléon relate ces mots (inscrits dans les livres de l'empereur) : 

« Napoléon dit : « Que ce mercurey est excellent, sa robe rappelle le ruban de la Légion d'honneur, quant à son bouquet, il est comme l'odeur enivrante de la victoire. ». Fièrement, Prieur répondit : « Sire, j'en ai du bien meilleur encore dans ma cave ». Étonné, Napoléon demanda : « Pourquoi ne l'as tu pas apporté ? » « Ah ! sire, c'est que celui-là, je le réserve pour les grandes occasions »

C'est le marquis d'Arcelot qui devint acquéreur des ruines du château de Montaigu, en 1823. Pendant la guerre franco-allemande de 1870, l'armée du général Bourbaki défile sur la grand route du village. Avant le phylloxéra, le territoire de Mercurey compte alors 300 hectares de vignes, celui de Touches et Bourgneuf Val d'Or 400 hectares et celui de Saint Martin-sous-Montaigu 300 hectares. En 1880, le village compte à Mercurey : 2 exploitants de carrières, 3 charpentiers, 1 charron, 1 menuisier, 2 plâtriers, 2 serruriers, 2 bouchers, 2 boulangers, 1 charcutier, 2 épiciers, 1 marchand de légumes, 1 marchand forain, 4 loueurs d'alambics, 3 marchands de vin, 3 aubergistes, 2 facteurs de vin et 2 voituriers; à Touches : 1 exploitant de carrière, 1 entrepreneur, 2 2 charpentiers, 5 maçons, 2 maréchaux-ferrants, 2 menuisiers, 4 plâtriers, 5 serruriers, 2 merciers, 3 cordonniers, 1 marchand de sabots, 3 chapeliers, 2 marchands de tissus, 2 ferblantiers-lampistes, 1 fabricant d'huile, 10 épiciers, 1 fruitier, 3 bouchers, 2 boulangers, 1 charcutier, 5 loueurs d'alambics, 5 marchands de vin en gros, 3 facteurs de vin, 6 aubergistes, 4 voituriers et 1 notaire. Le phylloxéra apparaît dans ce vignoble en 1878, et le Mildiou en 1885. Après le phylloxéra, le vignoble est reconstitué en 1902. En 1897 la commune de Touches prend le nom de Bourgneuf-Val d'Or.
En 1899, un classement (Revue des viticulteurs) des climats de la Côte chalonnaise est établi :
- Première classe rouge (les Naugues, les Crêts, le Voyen, les Champs Martin, les Combins, Clos de l'Evêque, le Clos Druard, le Clos Migland, en Moutot, en Mauvarenne, Les Velay, en Sazenay, Clos Marcilly, le Theurot, le Clos du Roy, le Clos des Corvées, Champ Renard, La Chassière, la Roche, le Paradis, les Atres, les Fourneaux, les Ruelles et Liberin)[HC 7]
- Deuxième classe rouge (Croichot, les Chaseaux, Tonnerre, Vignes Blanches, Cortechats, Grandes Plantes, les Caudroyes, Poizot, Châteaubeau, les Châgnées, Montaigu et Retrait)[HC 7]
- Première classe blanc (la Rochelle, Teurot de la Perche et Poizot)[HC 7]

#### XXesiècle
Le 29 mai 1923 est instituée l'appellation Mercurey par le tribunal de Chalon-sur-Saône. Les années 1920-1930, voient s'abattre sur le vignoble, le mildiou (1926), la grêle (1927, et 1928) et des gelées importantes (1930 et 1932). En 1936, la surface de vignes ne compte plus que 500 hectares. Mais le 11 septembre 1936 est créée, par l'INAO, l'appellation mercurey. Une modification de l'AOC intervient avec la reconnaissance de cinq premiers crus en 1943 (le Clos du Roy, le Clos-Voyen, le Clos Marcilly, le Clos des Fourneaux et le Clos des Montaigus). 1949 voit la naissance de la Confrérie de la Saint-Vincent de Mercurey, à la suite de la fusion de différentes sociétés de secours mutuel. En 1962, Mercurey reçoit pour la première fois la Saint-Vincent tournante.

En 1971, la fusion des deux communes (Mercurey et Bourgneuf-Val-d'Or) en une seule, par arrêté préfectoral, est prononcée, sous le nom de Mercurey. Parmi les difficultés, le principal obstacle est l'élection d'un seul maire et d'un seul conseil municipal. Bourgneuf possédant le centre proprement dit du village avec la majorité des commerces et une population plus importante, aurait pu l'emporter sur Mercurey, mais ce dernier nom est retenu du fait de l'activité viticole. En 1971 est créée la Confrérie de la Chanteflute, par les professionnels de la vigne et du vin : son but est de faire connaitre l'AOC Mercurey, et organise deux fois par an un Chanteflutage (vins de la côte-chalonaise passant un concours de dégustations, qui ne sélectionne que les meilleurs vins, pour avoir cette mention). En 1976, la grêle frappe le vignoble, entrainant une récolte peu abondante. En 1981 et 1983, Mercurey est victime d'orages dévastateurs (vignobles ravinés, ceps de vignes déchaussés, murs de soutènement emportés, caves inondées...). À la suite de ces orages, les viticulteurs et la population de Mercurey, décident de mettre en place un remembrement, une première en France. Ce remembrement consiste en la réalisation d'aménagements hydrauliques contre le ruissellement et l'érosion (bacs de décantation, bassins de stockage d'eau de pluie, chemin bétonnés, canalisations...). 

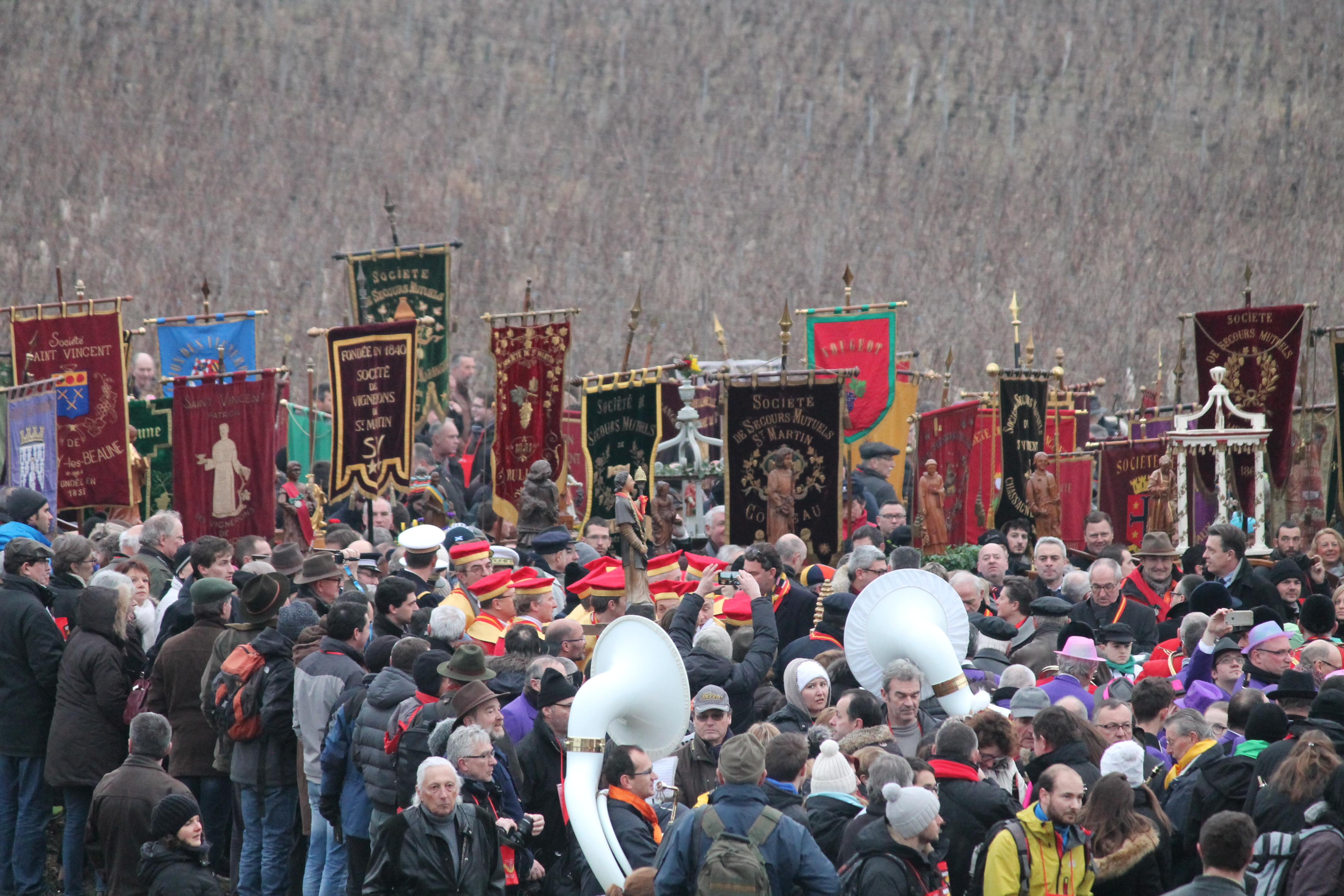
Défilé de la Saint-Vincent Tournante 2017 de l'appellation Mercurey.

Le 26 et 27 janvier 1985, le village reçoit pour la deuxième fois la Saint-Vincent tournante. En 1988, sont reconnues de nouvelles délimitations de premier cru, tous les premiers crus actuels.

#### XXIesiècle
Pendant la canicule de 2003, les vendanges débutent mi-août, soit environ un mois plus tôt que la moyenne habituelle. Le 28 et 29 janvier 2017 a eu lieu pour la troisième fois pour cette appellation, la Saint-Vincent Tournante dans les villages de Mercurey et Saint-Martin-sous-Montaigu et qui a attiré environ 100 000 personnes sur les deux jours.

### Surnoms donnés aux habitants
- « Les orgueilleux de Mercurey » : propriétaires, fiers de leur vin, la montre au gousset, et la chaîne étalée sur le gilet, politiquement tournés vers la monarchie[PLA 2].
- « Les fioux d'embarras du Bourgneuf » (faiseurs d'histoires) : population commerçante, républicaine et peu religieuse, ne voulant rien céder à l'ostentation de Mercurey[PLA 2].
- « Les loups de Chamirey » : parce qu'ils vont à la messe, et vivent retirés dans leurs maisons, comme des loups dans leur tanière[PLA 2].
- « Les baulées d'Etroyes » : les habitants de ce hameau ont alors l'habitude d'aller faire leur bois ("Bau"), illégalement, dans la forêt voisine de Marloux[PLA 2].
- « Les voleux de Touches » : à la suite d'un différend avec les habitants des autres hameaux[PLA 2].

## Toponymie
La localité doit son nom à la construction en ce temple élevé au dieu romain Mercure. On l'a désigné en 577 Mercureis, Mercuriacum dans une charte de Charles le Gros en 885, Mercoriacus en 942, Mercuriacus au XIe siècle.

## Héraldique
|  | Les armes de la commune se blasonnent ainsi : De gueules au caducée de Mercure en argent, chaussé d’or chargé de deux grappes de raisin au naturel à dextre et à senestre. |

## Politique et administration

### Tendances politiques et résultats

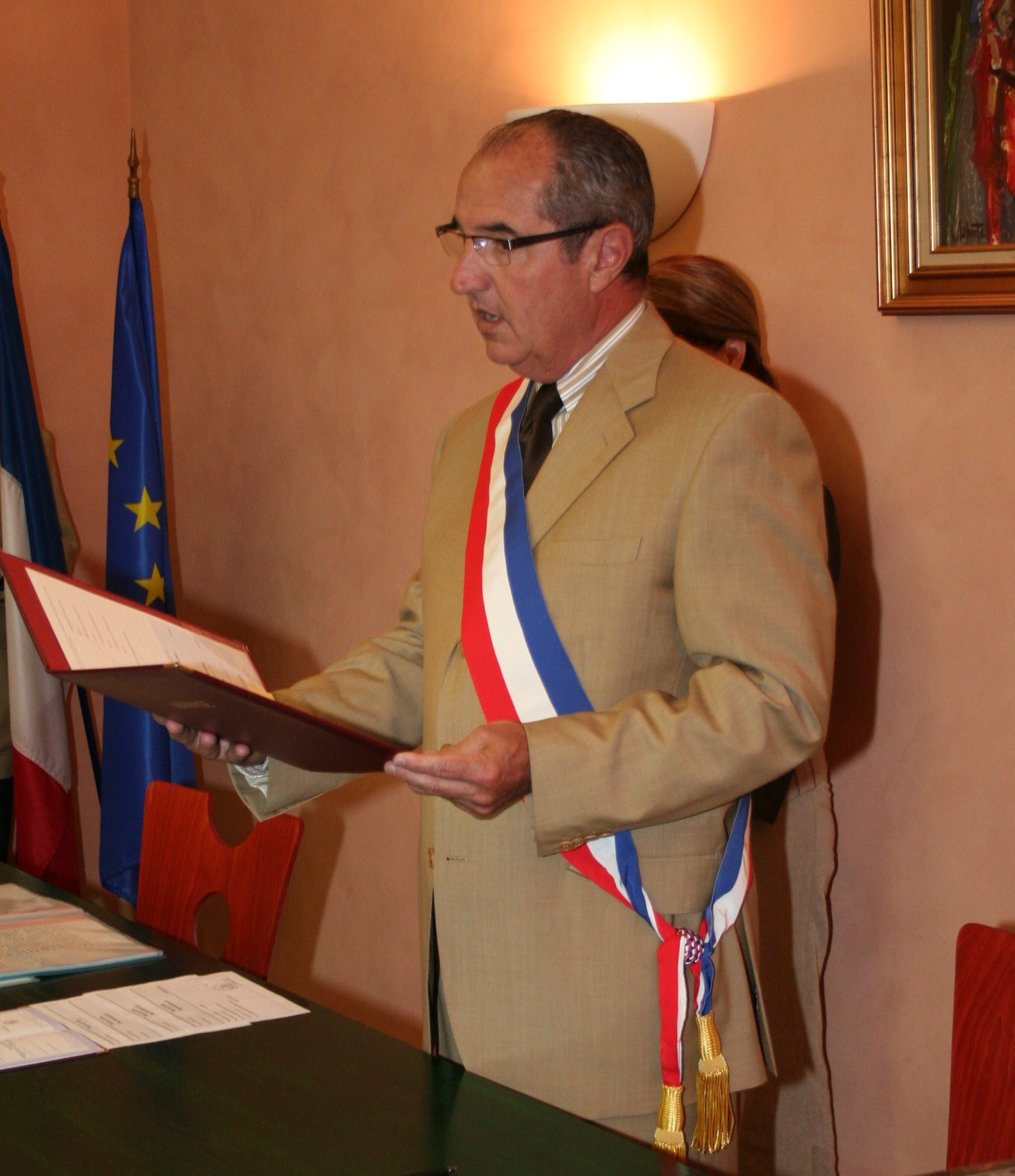
Dominique Juillot.

Politiquement, Mercurey est une commune de droite. Depuis 1997, la droite est quasiment arrivée en tête à chaque fois, sauf lors du 2e tour des régionales 2010. Les deux figures politiques de la commune sont Maurice Juillot qui a été conseiller général du canton de Givry de 1982 à 1998, et ancien maire de 1977 à 1995. La deuxième personne est le fils de Maurice Juillot, Dominique Juillot, maire actuel et ancien député de la circonscription de Chalon-sur-Saône de 2002 à 2007.
Départementale 2015
Au premier tour, c'est le duo Sébastien Martin-Dominique Lanoiselet (UD) qui est largement en tête avec 52,18 %, suivi de Jean-Michel Gallioz-Céline Ripoteau (FN) avec 24,32 %, de Christine Sébille-Edmond Valette (UG) avec 14,46 %... Au deuxième tour, le duo de l'Union de droite est en tête avec 70,23 % contre 29,77 % au duo frontiste. Sur le canton de Givry-Buxy, Sébastien Martin et Dominique Lanoiselet sont élus avec 75,95 %.
Européenne 2014
Cette élection voit dans la commune la liste de Nadine Morano (UMP) arriver en tête avec 34,34 %, suivi de la liste de Florian Philippot (FN) avec 21,17 %, puis de Nathalie Griesbeck (UDI-Modem) avec 7,56 %, de Edouard Martin (UG) avec 7,13 %... Sur la Saône-et-Loire, c'est la liste UMP qui est en tête (25,4 %), le FN obtient 24,9 %, par contre ce dernier arrive en tête sur le Grand Est (28,7 %) contre 23 % à l'UMP.
Municipale 2014
Au premier tour, c'est la liste de Dominique Juillot qui est élu avec 68,41 % contre 31,59 % à la liste mené par Christine Duponnois.
Législative 2012
Au premier tour, c'est Jean-Paul Anciaux (UMP) qui est en pole position avec 40,17 %, suivi de Philippe Baumel (PS) avec 30,35 %, de Estelle Arnal (FN) avec 21,02 %... Au second tour, c'est toujours Jean-Paul Anciaux en tête avec 57,60 % contre 42,40 % pour Philippe Baumel, mais ce dernier est élu sur la circonscription (53,78%).
Présidentielle 2012
Au premier tour, c'est Nicolas Sarkozy (UMP) qui arrive en tête dans la commune avec 35,55 %, suivi de François Hollande (PS) avec 22,21 %, de Marine Le Pen (FN) avec 19,64 %... Au deuxième tour, sur Mercurey Nicolas Sarkozy obtient 59,79 % contre 40,21 % à François Hollande, mais sur la France c'est ce dernier qui est élu avec 51,64 %.
Cantonale 2011
Au premier tour, pour le canton de Givry, Pierre Voarick (UMP), le conseiller général sortant, arrive en tête avec 30,75 %, suivi du divers-droite Georges Pauchard (22,03 %) et de la socialiste Valérie Le Dain (18,89 %)... Au deuxième tour, le conseiller général sortant l'emporte avec 64,37 %, contre 35,63 % a la socialiste. Pierre Voarick est réélu sur le canton (53,96 %)
Régionale 2010
Au premier tour, la liste UMP-NC de François Sauvadet l'emporte avec 43,23 %, suivie de la liste PS-PRG-PC de François Patriat avec 22,46 %, puis de la liste FN d'Edouard Ferrand avec 14,01 %... Au deuxième tour, la liste PS-PRG-PC l'emporte avec 45,82 %, devançant la liste UMP-NC avec 38,97 %, et la liste FN avec 15,20 %.
Européenne 2009
La liste de Joseph Daul (UMP) est en tête avec 37,11 %, suivie par la liste de Sandrine Belier (EE) avec 13,71 %, puis par la liste de Catherine Trautmann (PS) avec 12,77 %.
Législative 2007
Au premier tour, Dominique Juillot (UMP), le maire de Mercurey arrive en tête avec 63,74 % devant le socialiste Christophe Sirugue (21,72 %). Au deuxième tour, le maire de la commune gagne avec 67,66 % contre 32,34 % à Christophe Sirugue. Mais Christophe Sirugue l'emporte sur la circonscription (50,30 %).
Présidentielle 2007
Au premier tour, Nicolas Sarkozy (UMP) est en tête avec 38,98 %, suivi de la socialiste Ségolène Royal (18,64 %), de François Bayrou (18,28 %) du Modem, de Jean-Marie Le Pen (11,86 %) du Front national... Au deuxième tour, Nicolas Sarkozy l'emporte avec 61,63 % contre 38,37 % pour Ségolène Royal. Nicolas Sarkozy est élu (53,06 % sur la France).
Référendum 2005
Le non l'emporte de quelques voix avec 50,73 % contre 49,27 % pour le oui. En France, le non l'emporte (55,06 %).
Européenne 2004
La liste de Joseph Daul (UMP) est en tête avec 23,15 %, suivie par la liste de Pierre Moscovici (PS) avec 21,76 %, puis par la liste de Nathalie Griesbeck (UDF) avec 13,89 %, puis par Bruno Gollnisch (FN) avec 11,34 %... Sur la région Est, la liste de Pierre Moscovici vire en tête (28,40 %).
Cantonale 2004
Au premier tour, pour le canton de Givry, Pierre Voarick (UMP), le conseiller général sortant, arrive en tête avec 54 %, suivi du socialiste Jean-Philippe Chavy (27,26 %) et de la frontiste Bernadette Bessire (12,44 %)... Au deuxième tour, le conseiller général sortant l'emporte avec 60,32 %, contre 39,68 % au socialiste. Pierre Voarick est réélu sur le canton (53,22 %)
Régionale 2004
Au premier tour, la liste UMP de Jean-Pierre Soisson l'emporte avec 36,54 %, suivie de la liste PS-PRG-Verts-PC de François Patriat avec 25,90 %, puis de la liste FN de Pierre Jaboulet-Vercherre avec 13,38 %, puis de la liste UDF de François Sauvadet avec 12,35 %... Au deuxième tour, la liste UMP l'emporte avec 45,66 %, devançant la liste PS-PRG-Verts-PC avec 42,39 %, et la liste FN avec 11,95 %. Sur la Bourgogne, la liste de François Patriat l'emporte (52,49 %).
Legislative 2002
Au premier tour, Dominique Perben (UMP) est en tête avec 56,76 %, suivi de Bettina Laville (PS) avec 23,03 %, puis de Bernadette Bessire (FN) avec 11,74 %... Au deuxième tour, Dominique Perben l'emporte avec 68,18 % contre 31,82 %. Le député sortant est vainqueur sur la circonscription (59,59 %). Dominique Perben est désigné ministre ; Dominique Juillot, son suppléant, le remplace à l'assemblée nationale.
Présidentielle 2002
Au premier tour, Jacques Chirac (RPR) remporte 21,55 % des votes exprimés, suivi par Jean-Marie Le Pen (FN) avec 18,17 %, puis Lionel Jospin (PS) avec 13,10 %, puis François Bayrou (UDF) avec 7,61 %... Au deuxième tour, Jacques Chirac l'emporte largement dans la commune, 82,21 % en France.
Européenne 1999
La liste de Charles Pasqua (RPF) arrive en tête avec 18,25 %, devançant la liste de Nicolas Sarkozy (RPR-DL) avec 17,50 %, puis la liste de François Hollande (PS) avec 14 %, puis la liste de Jean Saint-Josse (CPNT) avec 13,25 %, puis la liste de François Bayrou (UDF) avec 11,00 %... La liste de François Hollande est en tête sur la France (21,92 %).
Cantonale 1998
Pour la succession de Maurice Juillot. Au deuxième tour, Pierre Voarick (DVD) est en tête avec 49,48 %, suivi par Christian Wagener (RPR) avec 30,72 %, et par Jean-Marie Morlet (UDF) avec 19,79 %. Sur le canton de Givry, Pierre Voarick l'emporte de justesse (36,91 %) lors d'une triangulaire de droite, avec 33 voix d'avance sur Christian Wagener.
Législative 1997
Au premier tour, Dominique Perben (RPR) arrive en tête avec 43,70 %, suivi de Bettina Laville (PS) avec 25 %, puis de Jean Coupat (FN) avec 12,42 %, puis de Michel Chevalier (PC) avec 7,12 %... Au deuxième tour, Dominique Perben l'emporte dans la commune, 51,04 % sur la circonscription.

### Administration municipale
Mercurey dépend de la sous-préfecture de Saône-et-Loire à Chalon-sur-Saône. Le conseil municipal est composé de 15 membres conformément à l’article L2121-2 du Code général des collectivités territoriales. À l'issue des élections municipales de 2020, Dominique Juillot a été réélu maire de Mercurey.

### Listes des maires
| Période                                  | Période  | Identité              | Étiquette            | Qualité                                                                                  |
| ---------------------------------------- | -------- | --------------------- | -------------------- | ---------------------------------------------------------------------------------------- |
| 1995                                     | en cours | Dominique Juillot     | UDF puis UMP puis LR | Suppléant de Dominique Perben Député (2002-2007), Président de l'Élan sportif chalonnais |
| 1977                                     | 1995     | Maurice Juillot       | UDF                  | Conseiller général (1982-1998)                                                           |
| 1971                                     | 1977     | Roger De Jouennes     |                      |                                                                                          |
| 1970                                     | 1971     | Jean Bonnard          |                      |                                                                                          |
| 1954                                     | 1969     | Emile Juillot (fils)  |                      |                                                                                          |
| 1932                                     | 1954     | Paul Bonneau          |                      |                                                                                          |
| 1919                                     | 1932     | Marius Barrault       |                      |                                                                                          |
| 1908                                     | 1919     | Auguste Senet         |                      |                                                                                          |
| 1898                                     | 1908     | Philippe Raquillet    |                      |                                                                                          |
| 1881                                     | 1898     | Felix Barrault-Gradot |                      |                                                                                          |
| 1875                                     | 1881     | M. Barrault-Boissenot |                      |                                                                                          |
| 1870                                     | 1875     | Pierre Levert         |                      |                                                                                          |
| 1848                                     | 1870     | Nicolas Bobin         |                      |                                                                                          |
| 1843                                     | 1848     | Claude Guinard        |                      |                                                                                          |
| 1826                                     | 1843     | Pierre Soucelyer      |                      | Notaire                                                                                  |
| 1817                                     | 1824     | François Bétaud       |                      |                                                                                          |
| 1815                                     | 1817     | M. Laurent            |                      | Notaire                                                                                  |
| 1815                                     | 1815     | M. De la Chasse       |                      |                                                                                          |
| Les données manquantes sont à compléter. |          |                       |                      |                                                                                          |

### Canton et intercommunalité
Cette commune est incluse dans le canton de Givry, comptant 12 057 habitants en 2007. En intercommunalité, ce village fait partie du Grand Chalon. Pierre Voarick est conseiller général de ce canton depuis 1998.

### Instances judiciaires et administratives
Dans le domaine judiciaire, la commune dépend aussi[Quoi ?] de la commune de Chalon-sur-Saône qui possède un tribunal d'instance et un tribunal de grande instance, d'un tribunal de commerce et d'un conseil des prud'hommes. Pour le deuxième degré de juridiction, elle dépend de la cour d'appel et de la cour administrative d'appel de Dijon.

### Jumelages
Le village est jumelé avec Melen et Genappe, deux villages situés en Belgique. La commune entretient des rapports d'amitié avec Sizzano (Italie).

### Sécurité
Le village fait partie du secteur de Gendarmerie nationale de Châtenoy-le-Royal. Il y a également un policier municipal pour la commune.

## Population et société

### Démographie
En 2009, Mercurey compte 1 310 habitants (soit une augmentation de 3 % par rapport à 1999). La commune occupe le 7 501e rang au niveau national, alors qu'elle était au 7 000e en 1999, et le 76e au niveau départemental sur 573 communes.

#### Évolution démographique
L'évolution du nombre d'habitants est connue à travers les recensements de la population effectués à Mercurey depuis 1793. En 1971, la fusion des deux communes (Mercurey et Bourgneuf Val d'Or) en une seule, par arrêté préfectoral, est prononcée, sous le nom de Mercurey.
L'évolution du nombre d'habitants est connue à travers les recensements de la population effectués dans la commune depuis 1793. Pour les communes de moins de 10 000 habitants, une enquête de recensement portant sur toute la population est réalisée tous les cinq ans, les populations de référence des années intermédiaires étant quant à elles estimées par interpolation ou extrapolation. Pour la commune, le premier recensement exhaustif entrant dans le cadre du nouveau dispositif a été réalisé en 2006.

En 2022, la commune comptait 1 217 habitants, en évolution de +3,4 % par rapport à 2016 (Saône-et-Loire : −1,06 %, France hors Mayotte : +2,11 %).
| 1793 | 1800 | 1806 | 1821 | 1831 | 1836 | 1841 | 1846 | 1851 |
| ---- | ---- | ---- | ---- | ---- | ---- | ---- | ---- | ---- |
| 449  | 525  | 566  | 618  | 626  | 690  | 675  | 678  | 705  |

| 1856 | 1861 | 1866 | 1872 | 1876 | 1881 | 1886 | 1891 | 1896 |
| ---- | ---- | ---- | ---- | ---- | ---- | ---- | ---- | ---- |
| 697  | 682  | 706  | 683  | 724  | 709  | 692  | 634  | 592  |

| 1901 | 1906 | 1911 | 1921 | 1926 | 1931 | 1936 | 1946 | 1954 |
| ---- | ---- | ---- | ---- | ---- | ---- | ---- | ---- | ---- |
| 580  | 617  | 538  | 461  | 447  | 431  | 443  | 473  | 464  |

| 1962 | 1968 | 1975  | 1982  | 1990  | 1999  | 2006  | 2011  | 2016  |
| ---- | ---- | ----- | ----- | ----- | ----- | ----- | ----- | ----- |
| 474  | 545  | 1 414 | 1 328 | 1 276 | 1 269 | 1 310 | 1 271 | 1 177 |

| 2021  | 2022  | - | - | - | - | - | - | - |
| ----- | ----- | - | - | - | - | - | - | - |
| 1 224 | 1 217 | - | - | - | - | - | - | - |

#### Pyramide des âges
En 2018, le taux de personnes d'un âge inférieur à 30 ans s'élève à 32,6 %, soit au-dessus de la moyenne départementale (30,4 %). À l'inverse, le taux de personnes d'âge supérieur à 60 ans est de 28,1 % la même année, alors qu'il est de 32,7 % au niveau départemental.
En 2018, la commune comptait 596 hommes pour 617 femmes, soit un taux de 50,87 % de femmes, légèrement inférieur au taux départemental (51,46 %).
Les pyramides des âges de la commune et du département s'établissent comme suit.
| Hommes | Classe d’âge | Femmes |
| ------ | ------------ | ------ |
| 0,7    | 90 ou +      | 1,7    |
| 7,5    | 75-89 ans    | 9,7    |
| 18,4   | 60-74 ans    | 18,2   |
| 22,7   | 45-59 ans    | 25,0   |
| 14,8   | 30-44 ans    | 15,8   |
| 20,0   | 15-29 ans    | 14,3   |
| 15,9   | 0-14 ans     | 15,2   |

| Hommes | Classe d’âge | Femmes |
| ------ | ------------ | ------ |
| 1      | 90 ou +      | 2,7    |
| 9,3    | 75-89 ans    | 12,5   |
| 20,7   | 60-74 ans    | 21,2   |
| 20,6   | 45-59 ans    | 20     |
| 16,5   | 30-44 ans    | 15,8   |
| 15,1   | 15-29 ans    | 12,8   |
| 16,7   | 0-14 ans     | 15     |

### Équipements ou services
Il y a une poste, un point Information (Point I) et un trésor public (permanence).

### Enseignement
La commune de Mercurey est située dans l'académie de Dijon. Un groupe scolaire regroupant une école maternelle et une école élémentaire. Le collège le plus proche est situé à Givry et les lycées les plus proches à Chalon-sur-Saône.
Cette commune possède aussi un centre interprofesionnel de formation d'apprentis, nommé CIFA "Jean-Lameloise", spécialisé dans les filières de l'alimentation, de l'hôtellerie, de la coiffure, de la vente et de la photographie.

### Sports

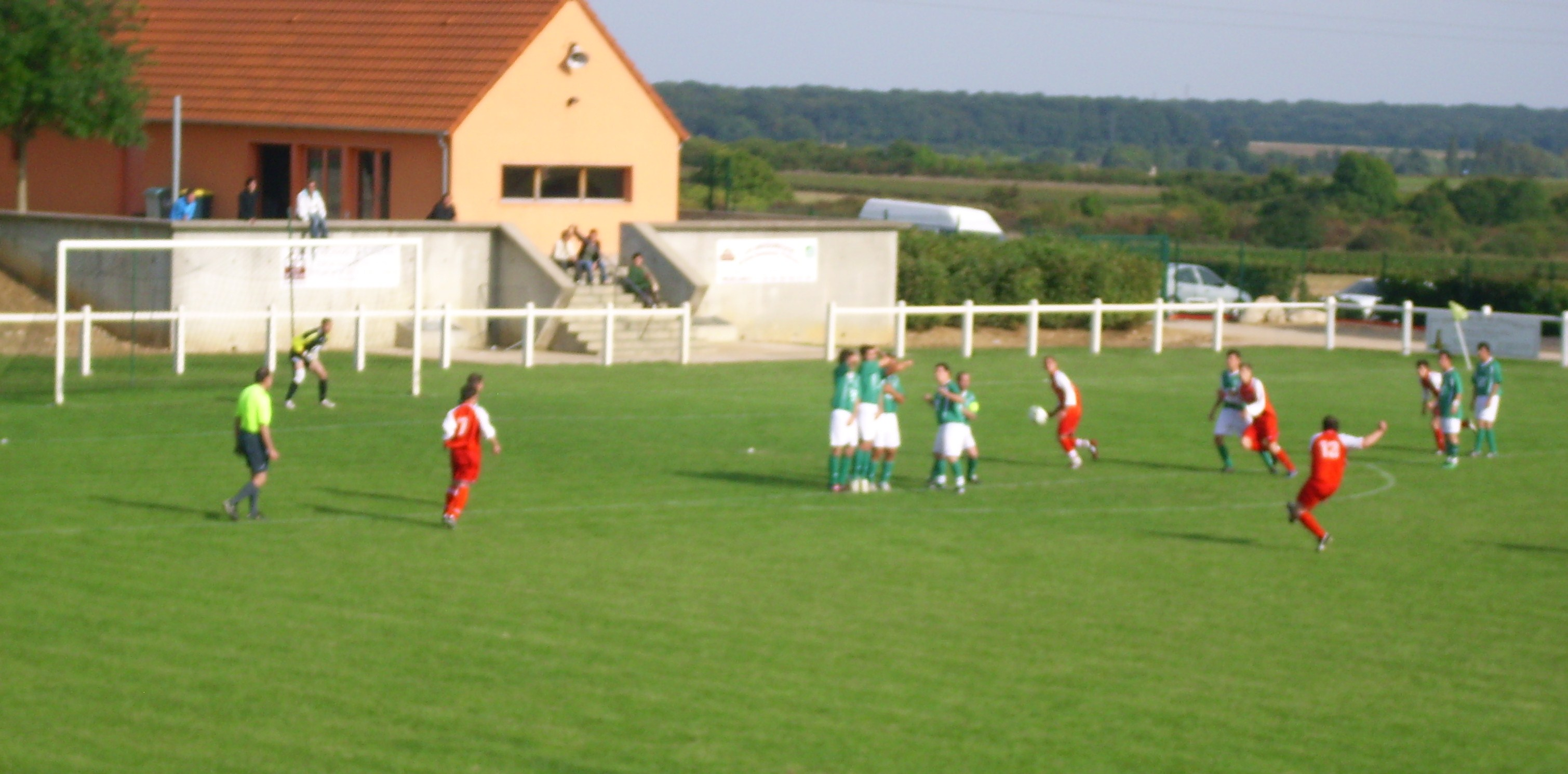
Match de football du FC Mercurey au complexe sportif du Champ-Ladoix.

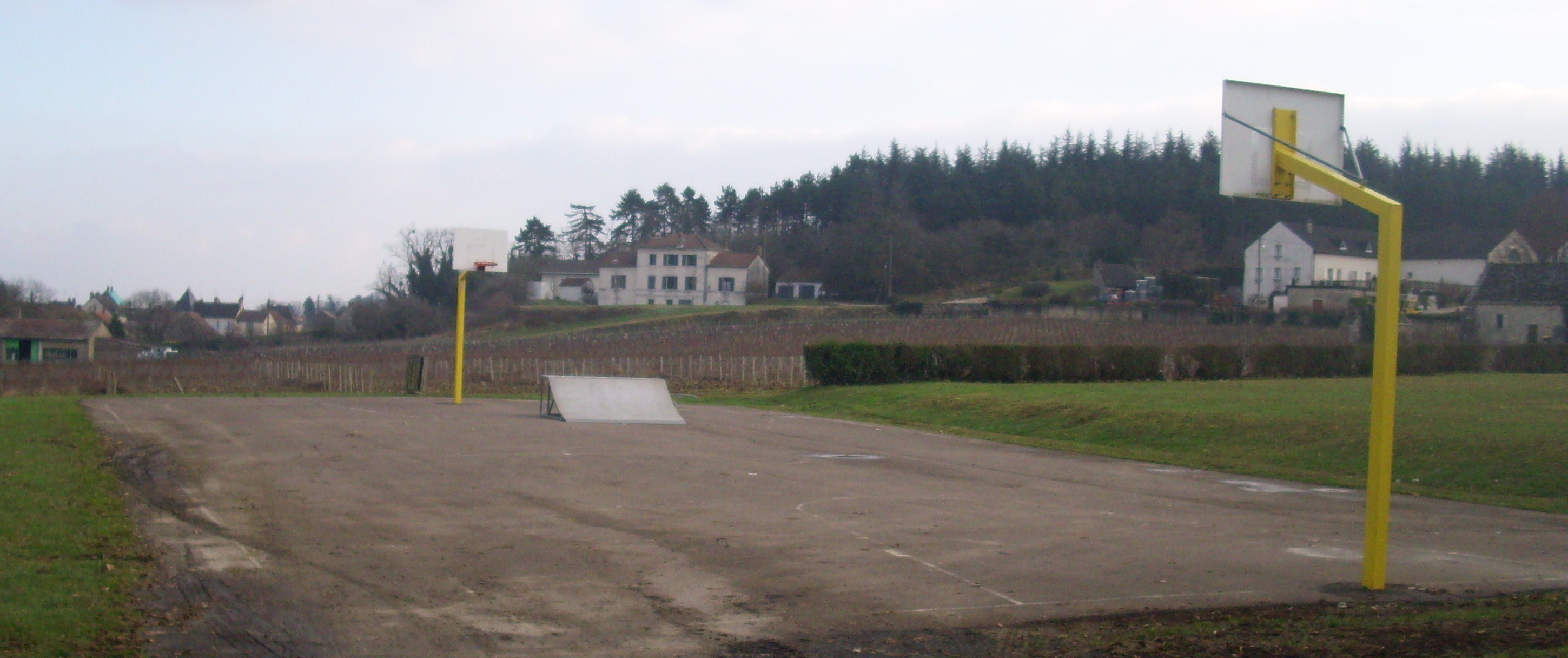
Terrain de basket-ball.

2014 voit la fusion du Football Club Mercurey et de l'Étoile Sportive Mellecey Vallée des Vaux pour un nouveau club qui se nomme Association Sportive Mellecey-Mercurey,. Ce club évolue en 2017-2018 pour les seniors masculin en Départementale 2 (équipe 1) et Départementale 3 (équipe 2) ; pour les seniors féminines en Régionale 2 (équipe 1) et District départementale à 8 (équipe 2). Le club compte 180 personnes en tout (110 jeunes, 35 séniors et 35 dirigeants). Auparavant le club mercuréen (créé en 1977) a évolué à son plus haut niveau en Promotion de Ligue dans les années 2000-2010. Par rapport à ce club, le site de Mercurey est composé de trois terrains, dont un stabilisé.
Un club de tennis, nommé Tennis Club de la Côte Chalonnaise, en entente aussi avec le village de Mellecey. Ce club évolue au niveau départementale. Par rapport à ce club, 3 terrains de tennis y sont implantés.
À noter aussi que les équipements de ces deux clubs sont présents sur un même site, nommé « complexe sportif du Champ-Ladoix ».
Le village possède aussi un terrain de basket-ball, dont ses origines remonte à la présence d'un club de basket-ball, créé en 1947 et jouant jusqu'en 1970, date à laquelle le club fusionnera avec l'Élan sportif chalonnais,.
Cette commune possède également deux terrains de pétanque.

### Santé
Mercurey possède un cabinet médical avec deux médecins, trois infirmières et un kinésithérapeute. Sont implantés également une pharmacie et un cabinet de vétérinaire. Le centre hospitalier se trouve sur Chalon-sur-Saône.

### Écologie et recyclage
Le Grand Chalon gère la collecte de la commune. Il y a une collecte hebdomadaire des ordures ménagères.

### Cultes
Culte catholique en alternance avec d'autres paroisses.

### Associations
Il y a plus de 25 associations à Mercurey en 2016 : association sportive Mellecey-Mercurey, amicale des écoles, amicale des sapeurs pomiers, art et musique, bibliothèque, club du 3e âge « le cep d'or », comité de jumelage Mercurey-Melen, confrérie Saint-Vincent, éternelle alpine, histoire et art à Mercurey, pêche et loisirs, présence, renaissance de montaigu, sauvegarde du patrimoine de Mercurey, société de chasse « la Saint-Hubert du val d'or », tennis club de la côte chalonnaise, tout conte fait, team mercurey vélo, team mercurey rallye et union des producteurs...

## Économie

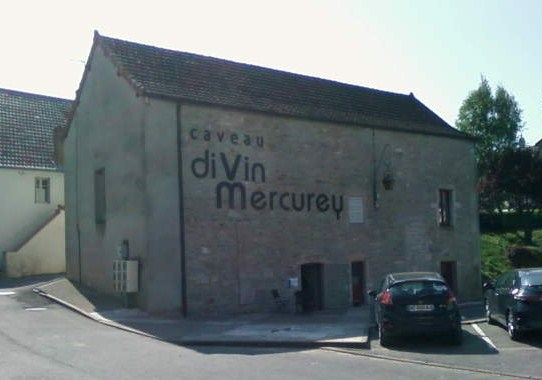
Caveau Divin.

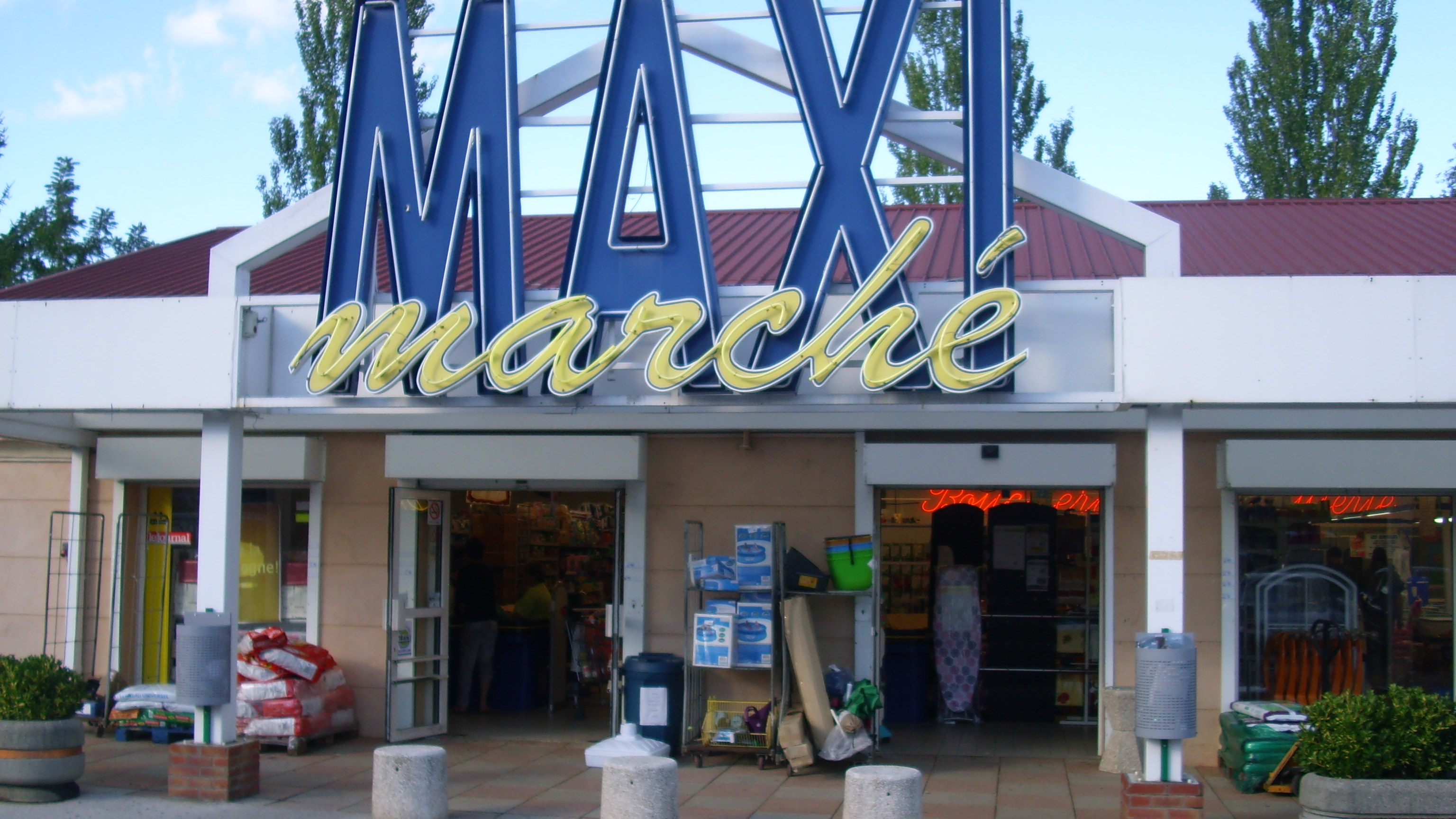
Entrée du Maximarché.

La part importante de l'économie du village est assurée par la viticulture avec l'AOC mercurey. Ce village possède des commerces variés : une supermarché (Maxi-Marché), deux garagistes, deux boulangers, un bureau de tabac/presse, un salon de coiffure, un boucher-traiteur, un fleuriste, une auto-école, une entreprise de produits viticoles et d'articles de caves, une entreprise de vente et réparation de matériel agricole, un magasin d'art, un caveau (Caveau Divin)...
Les établissements de restauration et d'hébergement sont présents, avec deux hôtels-restaurants, deux restaurants, un bar-restaurant et un café.
De nombreux artisans travaillent dans la commune avec deux platriers-peintres, deux entreprises de plomberie-zinguerie-chauffage, deux électriciens, une tonnellerie, une entreprise de charpente bois...
Il existe sur ce village six chambres d'hôtes et un gîte.
Environ une trentaine de viticulteurs sont implantés dans la commune :
- Viticulteurs implantés sur Mercurey (en 2018)[ODG 1] :

| Domaine Bordeaux-Montrieux                 | Domaine du Meix-Foulot (De Launay) | Domaine Menand                |
| Christian Bon                              | Domaine de la Perrière (Duvernay)  | Michel Bernard                |
| Domaine Brintet                            | Maison Louis Tramier et fils       | Gérald Chopard                |
| Domaine des Chaumelottes (Bureaux)         | Guillot Patrick                    | Domaine du Châteaux d'Etroyes |
| Domaine Charton                            | Domaine Jeannin-Naltet (Eschard)   | Domaine François Raquillet    |
| Domaine de l'Europe (Cinquin)              | Domaine Jobard-Martin              | Olivier Raquillet             |
| Dominique Guillamin                        | Domaine Michel et Laurent Juillot  | Domaine de Suremain           |
| SBEV Domaine Faiveley                      | Domaine Lorenzon                   | Domaine Theulot-Juillot       |
| Domaine de la Vieille Fontaine             | Domaine Jean Maréchal              | Domaine Tremeaux              |
| Domaine du Château de Chamirey (Devillard) | Domaine de la Monette              | Domaine Tupinier-Bautista     |
| SCEA Premiers Chapîtres                    | Domaine des Perdrix                | Antonin Rodet                 |

La commune est dotée également de 3 importants négociants en vins : À ma cave, Antonin Rodet, et les Caves Tramier.

## Vignoble

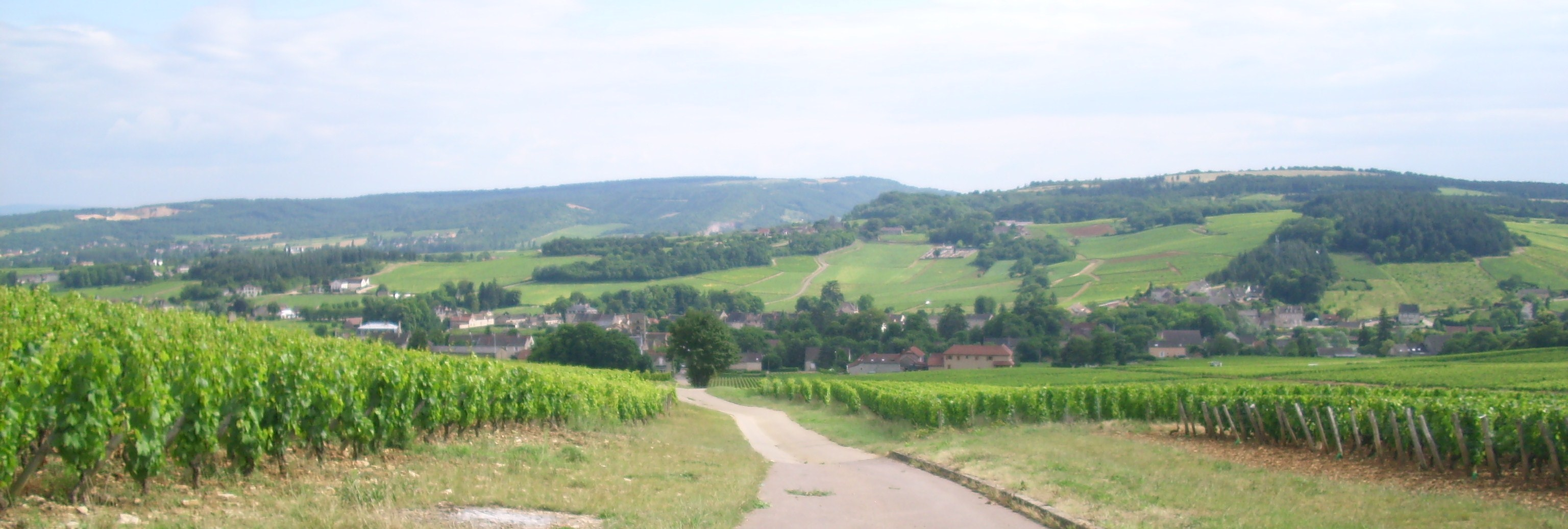
Vue d'une partie du vignoble de Mercurey.

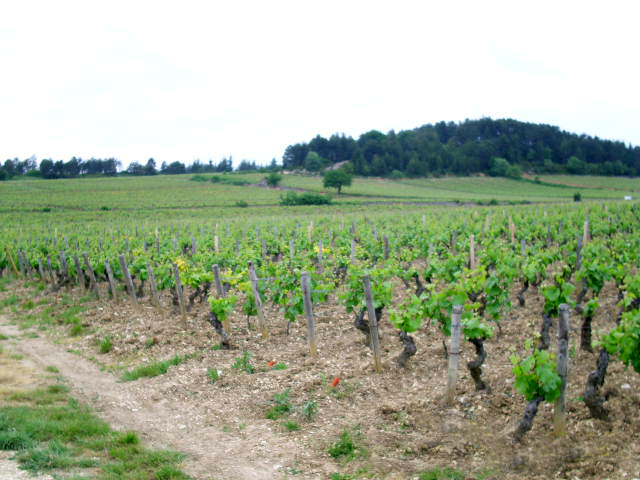
Vue des Combins et des Croichots.

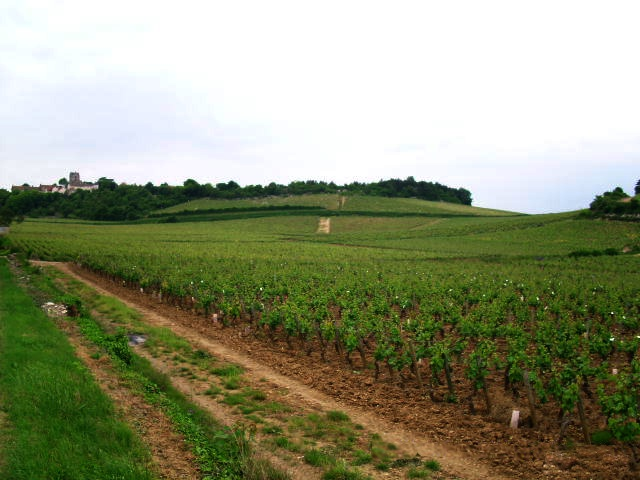
Vue du Clos du Roy.

L'appellation fait partie du vignoble de la côte chalonnaise. D'une superficie totale en vigne de 650 hectares, avec en répartition, 580 hectares de vins rouges. et 75 hectares de vins blancs. Deux types d'AOC sont exploités, donnant 170 hectares de premier cru (154 hectares de vins rouges et 16 hectares de vins blancs); et 485 hectares de village  (426 hectares de vins rouges et 59 hectares de vins blancs).
La proportion en couleur représente environ 90 % de vin rouge et 10 % de vin blanc. La production en hectolitres donne environ 24 300 hl (dont 6 355 hl en premier cru) pour les vins rouges et 3 700 hl (dont 685 hl en premier cru) pour les vins blancs. La production en bouteilles donne environ 3 167 000 bouteilles de vins rouges et environ 482 000 bouteilles de vins blancs.
Lieux-dits
- Appellations « village » : le Roc Blanc, les Rochelles, le Bois de Lalier, le Bois Cassien, les Bossebuts, les Doués, les Vaux, les Chenaults, la Chiquette, les Montelons, la Brigadière, Ropiton, les Villeranges, le Clos Rochette, les Mauvarennes, la Framboisière, les Montots, le Closeau, les Bussières, la Vigne d'Orge, la Vigne de Chazeaux, le Petit Clos Fourtoul, la Perrière, les Ormeaux, Mypont-Château, les Vignes Blanches, la Bouthière, le Clos la Marche, les Vignes du Chapitre, les Caudroyes, Garnerot, les Chaumellottes, les Ponges, la Corvée, le Clos des Noiterons, le Clos Rond, Pierrelet, Champ Roin, Champ Ladoy, le Meix de la Guinarde, le Puis Brintet, les Mussiaux, la Pillotte, les Maillonges, en Grillot, Sous Muchau, les Champs Michaux, en pierre Millet, les Marcœurs, Champs Pillot, les Murgers, la Charmée, le Pontot, les Obus, Meix Adenot, Meix du Closeau, le Clos Laurent, Bourgneuf, les Morées, le Fourneau, le Meix Frappé, les Morins, les Petits Creux, .
- Appellations « premier cru » : les Puillets, les Saumonts, la Cailloute, les Croichots, les Champs Martin, les Combins, le Clos des Combins, le Clos des Baraults, les Crêts, les Naugues, le Clos Voyen, le Clos des Grands Voyen, le Clos l'Evêque, le Clos des Myglands, le Grand Clos Fourtoul, le Clos Tonnerre, les Vasées, les Byots, le Clos Marcilly, en Sazenay, la Bondue, la Levrière, la Mission, le Clos du Roy, Clos du Château de Montaigu et les Vellées.

Les vignobles de la côte chalonnaise.

## Culture locale et patrimoine

### Lieux et monuments
- L'église Saint-Symphorien de Touches, XIIIe siècle ;
- L'église romane Notre-Dame de Mercurey ; clocher du XIIe siècle ;
- La fontaine de Marjonzin de l'ingénieur en chef de la province de Bourgogne Thomas Dumorey (1768), située en un terrain marécageux nommé les Paquiers (Marjonzin signifiant : marre aux joncs)[RP 9] ;
- La via Agrippa ;
- Les moulins, les cadoles et les sites ;
- Les croix (19 au total) ;
- Les maisons bourgeoises ;
- Les chapelles ;
- Le caveau des vignerons ;
- Le château de Garnerot ;
- Le château d'Etroyes, domaine viticole ;
- Le château Mypont, XVIIe siècle ;
- Les ruines du château de Montaigu, XIVe siècle.

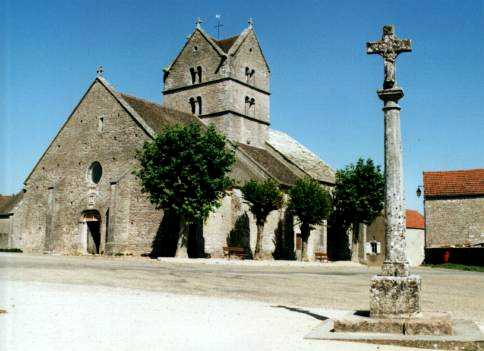
Église Saint-Symphorien de Touches.
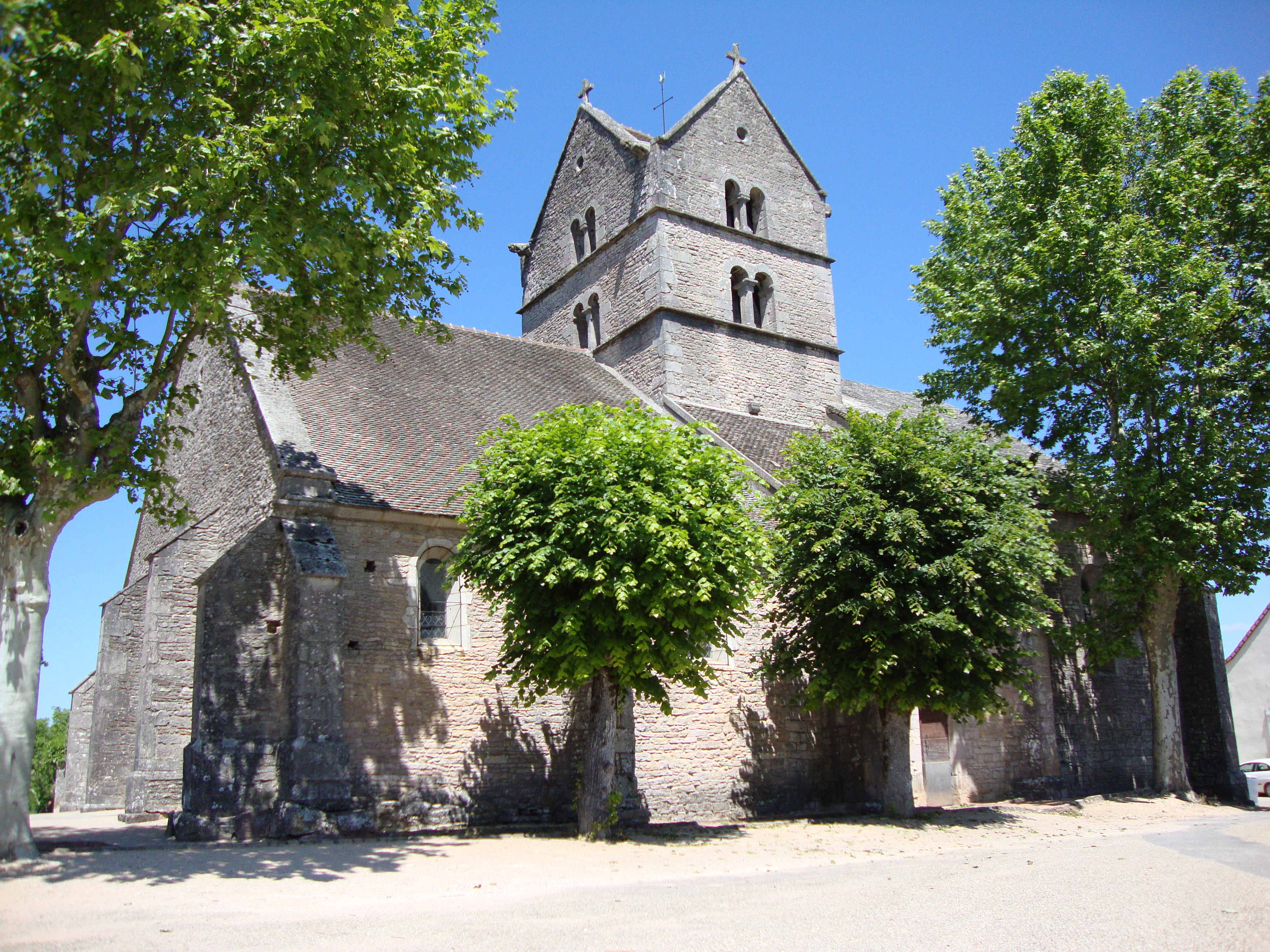
Église Saint-Symphorien de Touches.
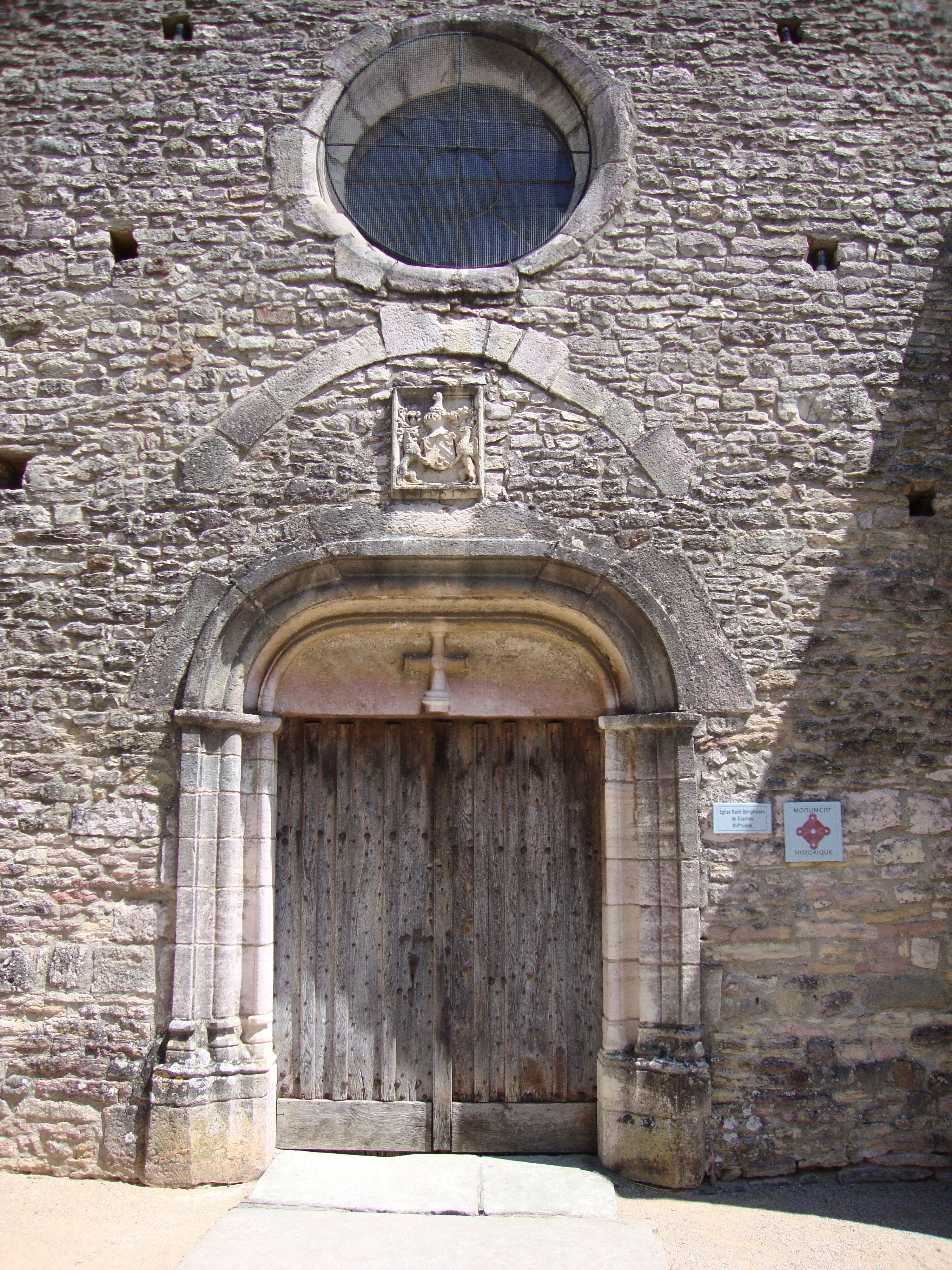
Portail de l'église de Touches.
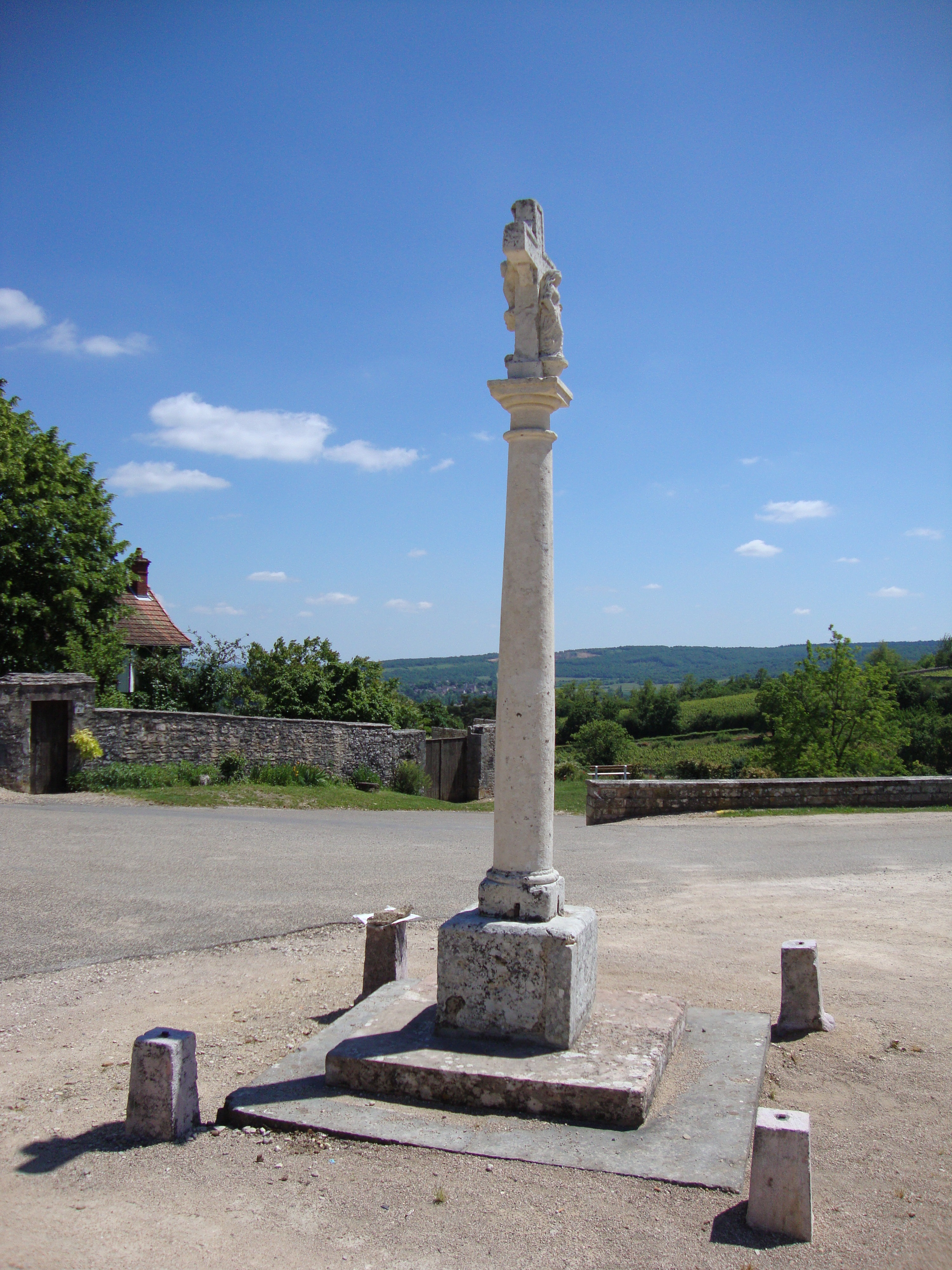
Croix (calvaire) vers l'église de Touches.
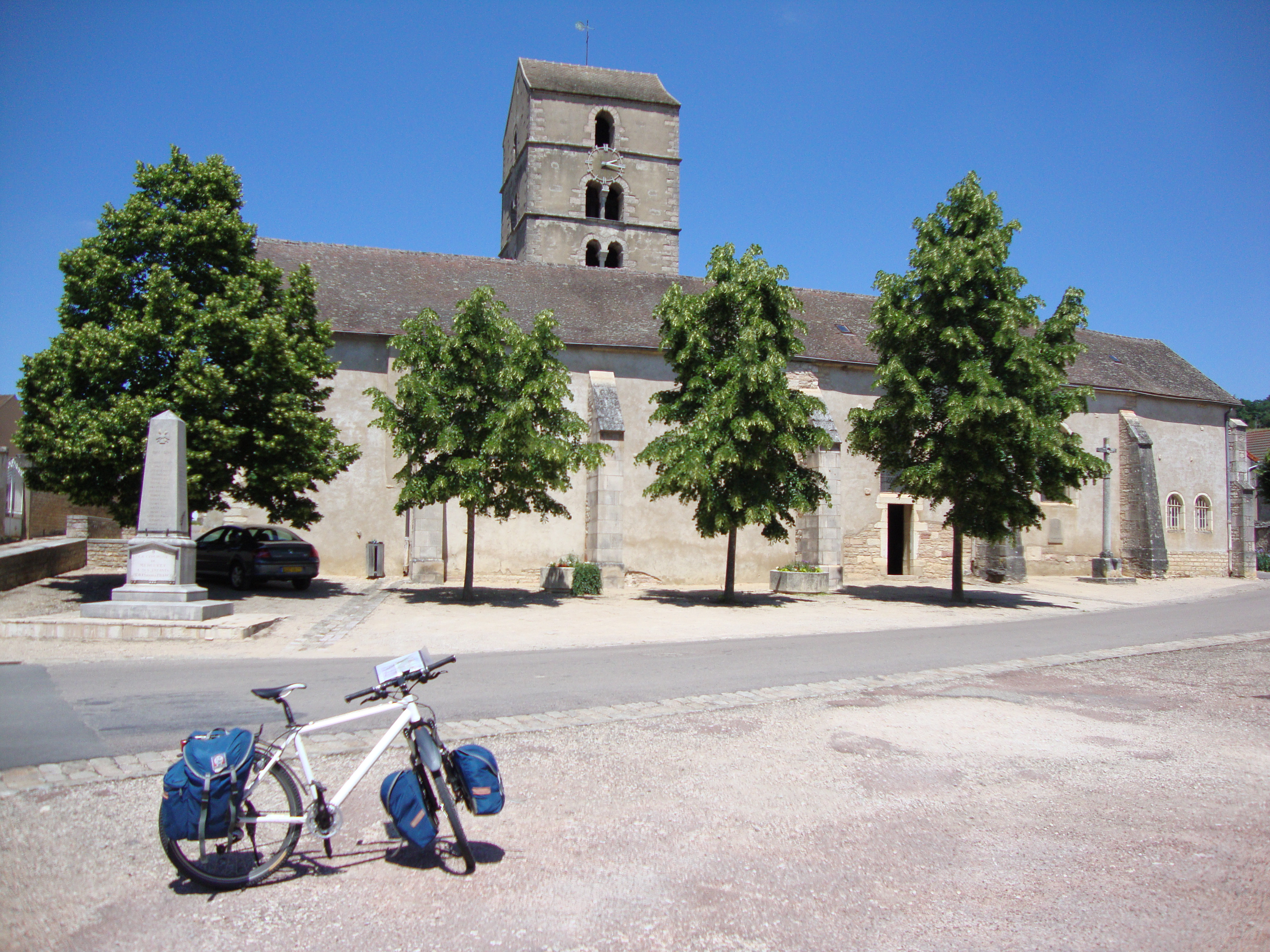
Église de Mercurey.
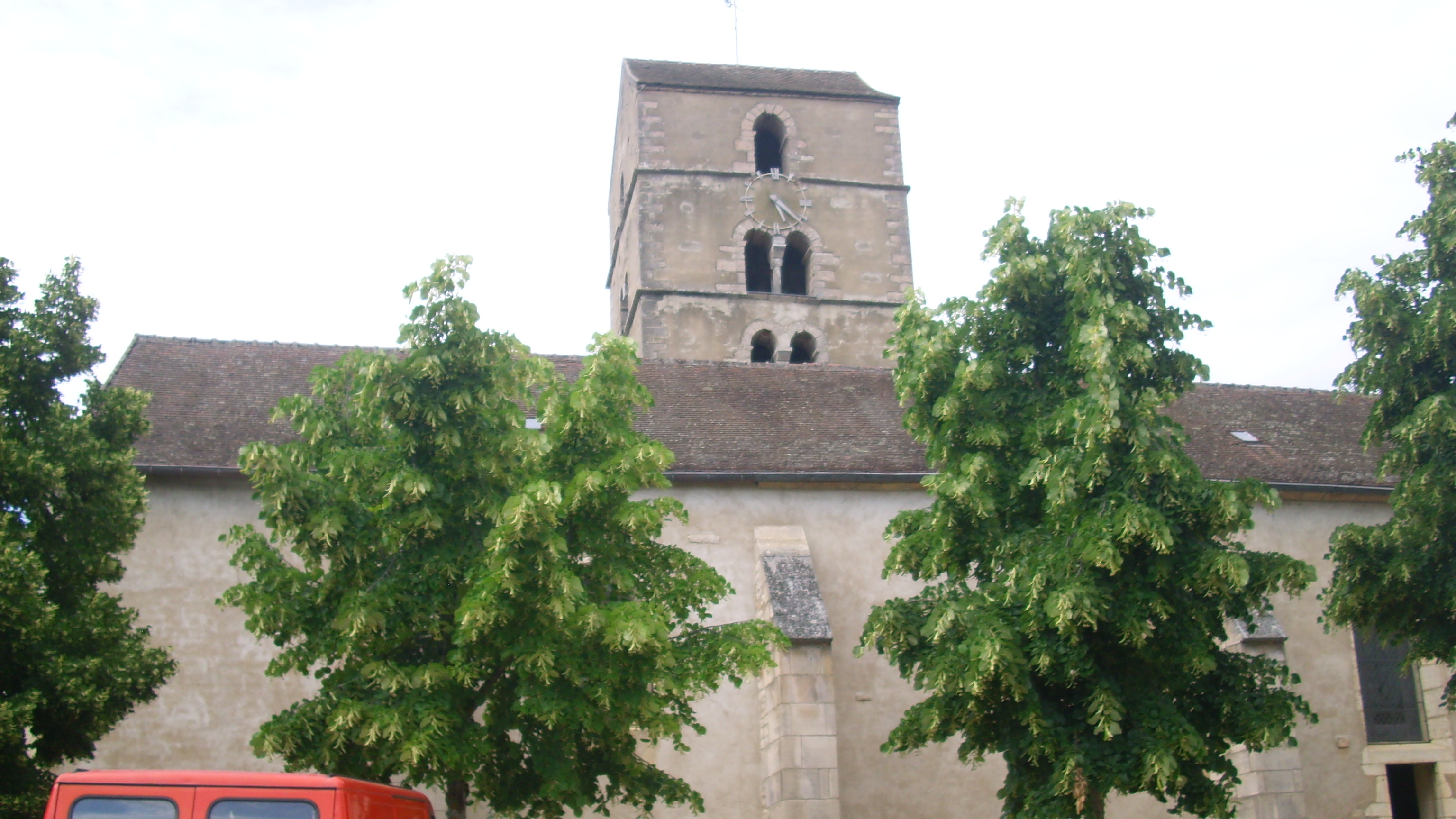
Église de Mercurey.
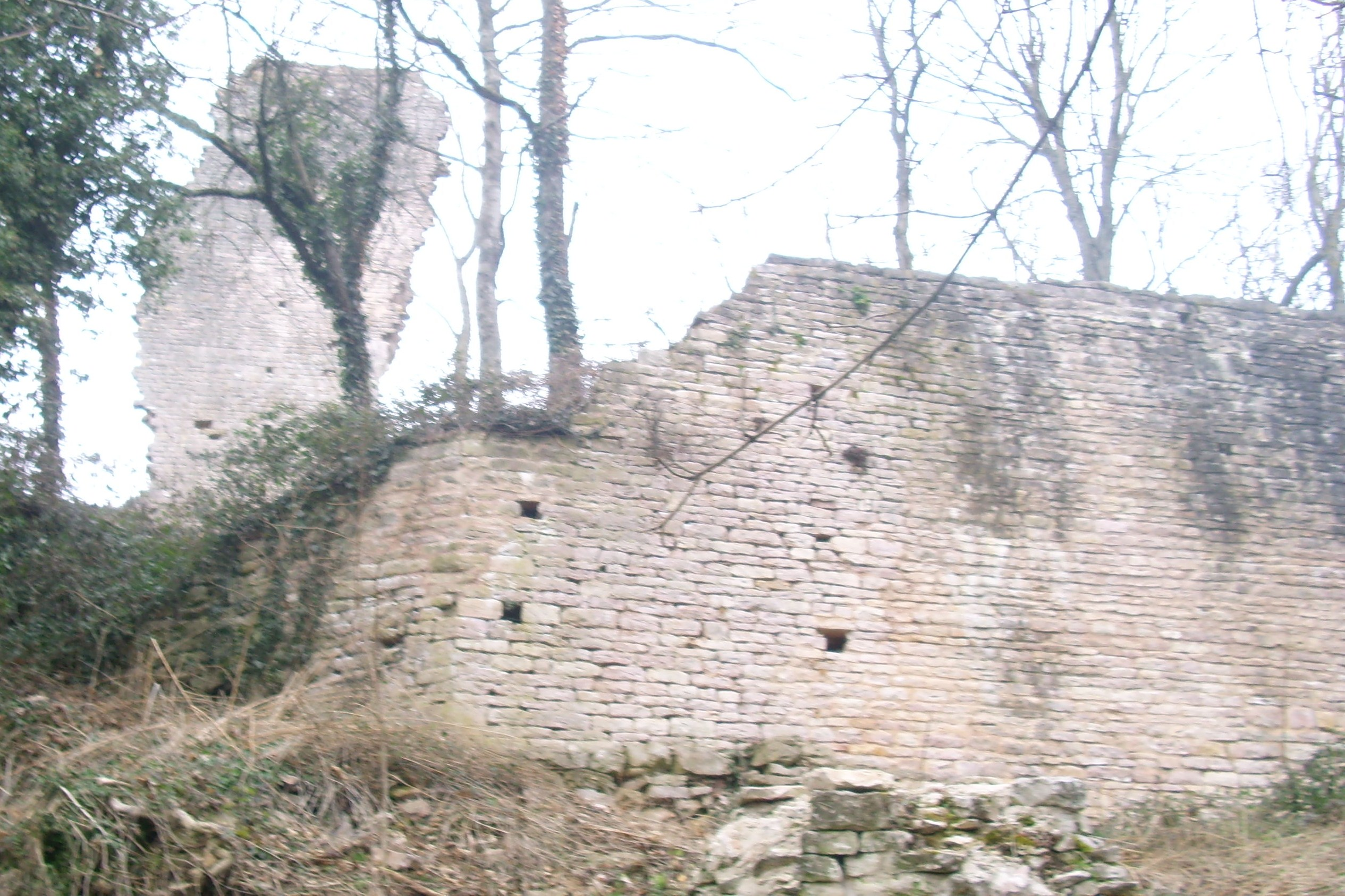
Ruines du château de Montaigu.

### Personnalités liées à la commune
Parmi les personnalités attachées à l'histoire de Mercurey (ou de Bourgneuf-Val-d'Or, commune fusionnée) figurent :
- l'abbé Nicolas Roze (1745-1819), musicien, auteur du motet Vivat in aeternum de la messe du sacre de l'empereur Napoléon premier[PJN 5] ;
- Guillaume Philibert Duhesme, né à Bourgneuf le 7 juillet 1766, général d'empire sous Napoléon[PJN 6] ;
- le général Albert Jourdan (1840-1897), officier du génie, qui participa à la construction de nombreux bâtiments au Japon (1866-1878) ;
- Georges Vince, artiste mâconnais né à Bourgneuf-Val-d'Or le 19 mars 1921 et mort à Mâcon en 2000[20] ;
- Lucette Desvignes, née à Mercurey le 1er mai 1926, écrivain et universitaire ;
- Dominique Juillot (1954-), homme politique (ancien député de Saône-et-Loire, maire de Mercurey), dirigeant (président de l'Élan Chalon), entrepreneur (Scieries réunies du Chalonnais) et sportif français (basket-ball : Élan Chalon) ;
- Guy Cinquin, pilote de montgolfière (champion de France 1998 et vainqueur de la Coupe d'Europe 1996[Jsl 38]).

### Manifestations
- La Saint Vincent, fête du saint patron des vignerons, qui a lieu chaque avant-dernier samedi de janvier.
- La Foire aux Sécateurs et aux Vins, 1er dimanche de novembre (vins, brocante, gastronomie, etc.).
- Les vendanges, au mois de septembre, dates variables selon les années.
- Fête du 13 et 14 juillet.

## Photos de Mercurey

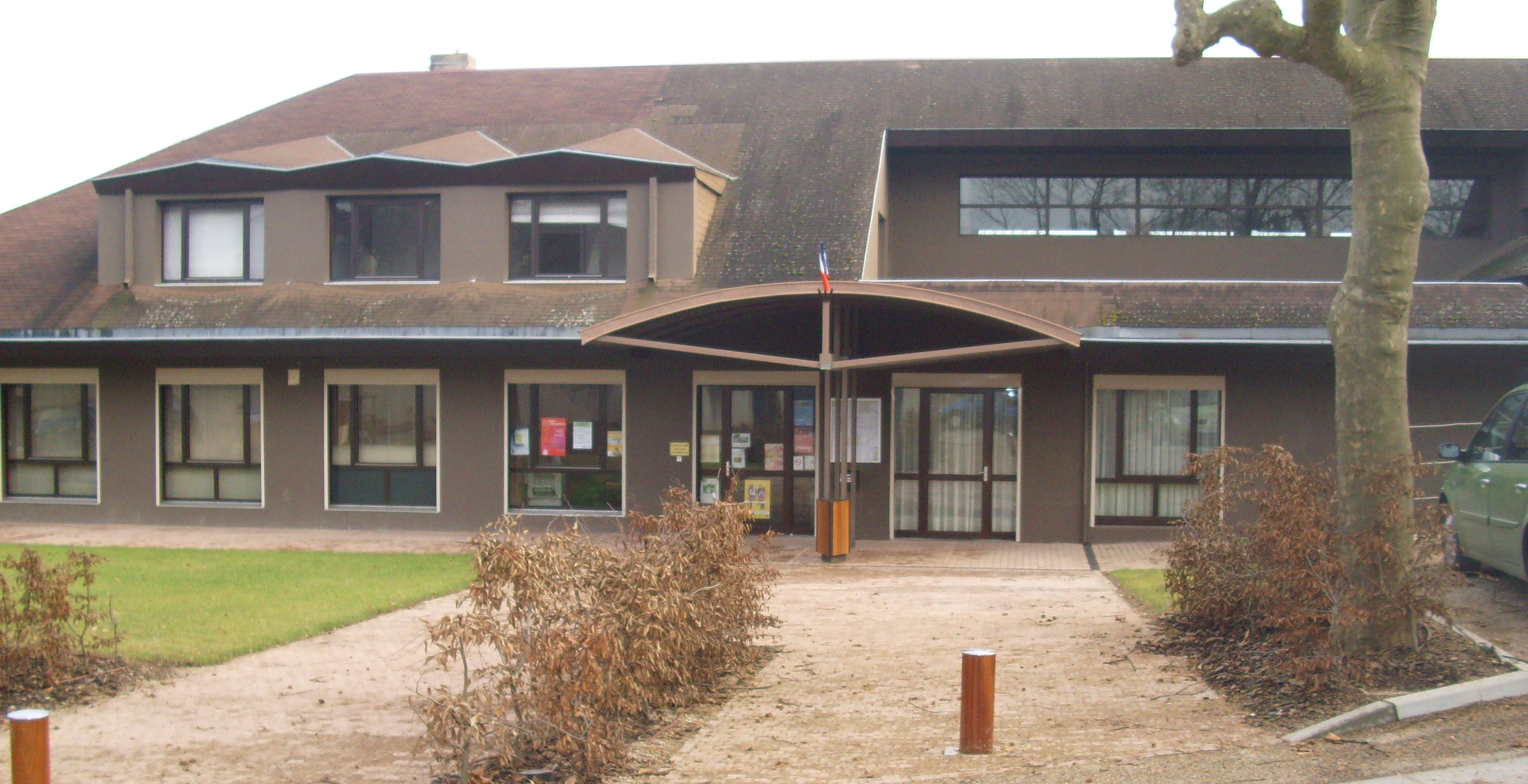
Mairie.
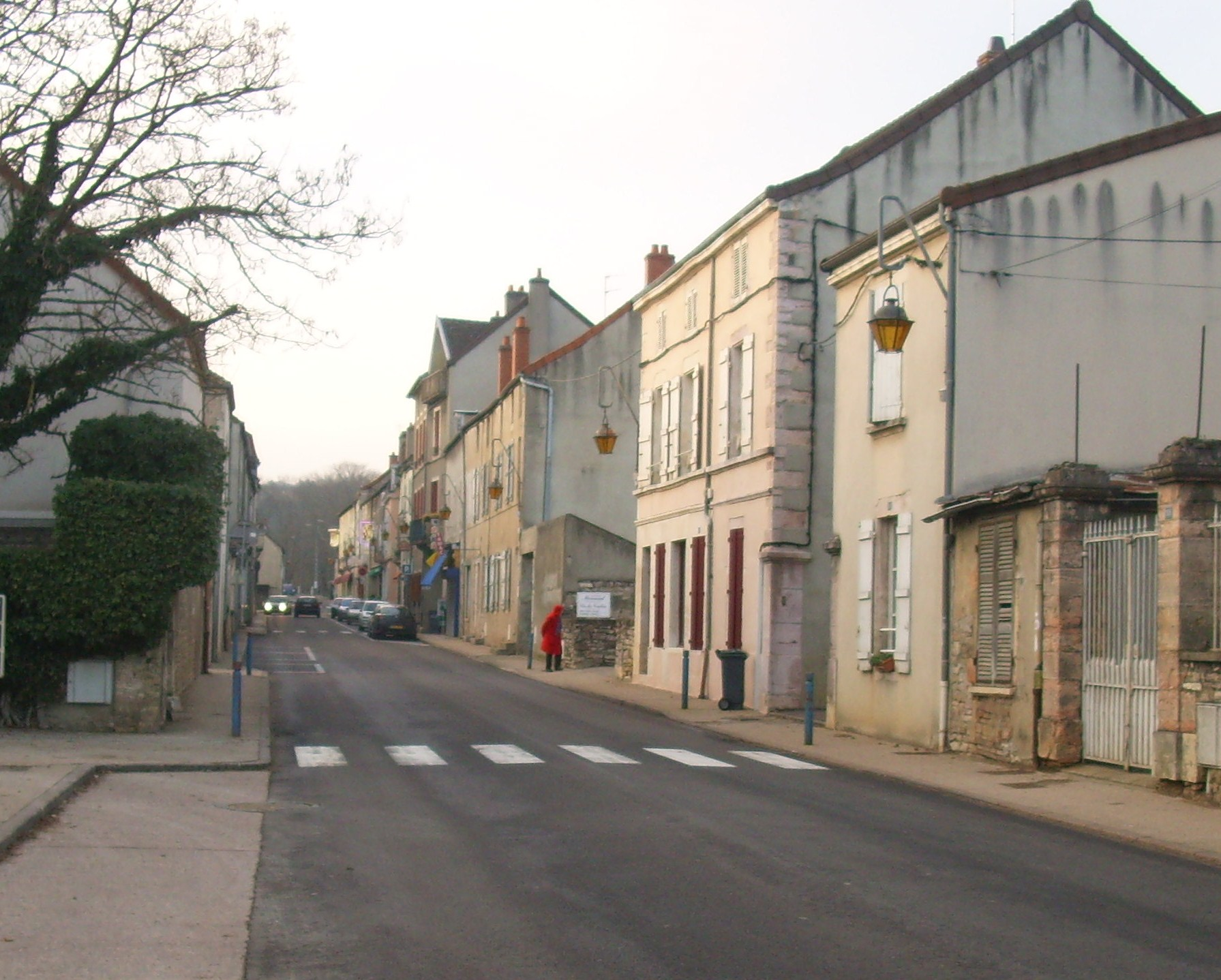
Rue principale (route d'Autun).
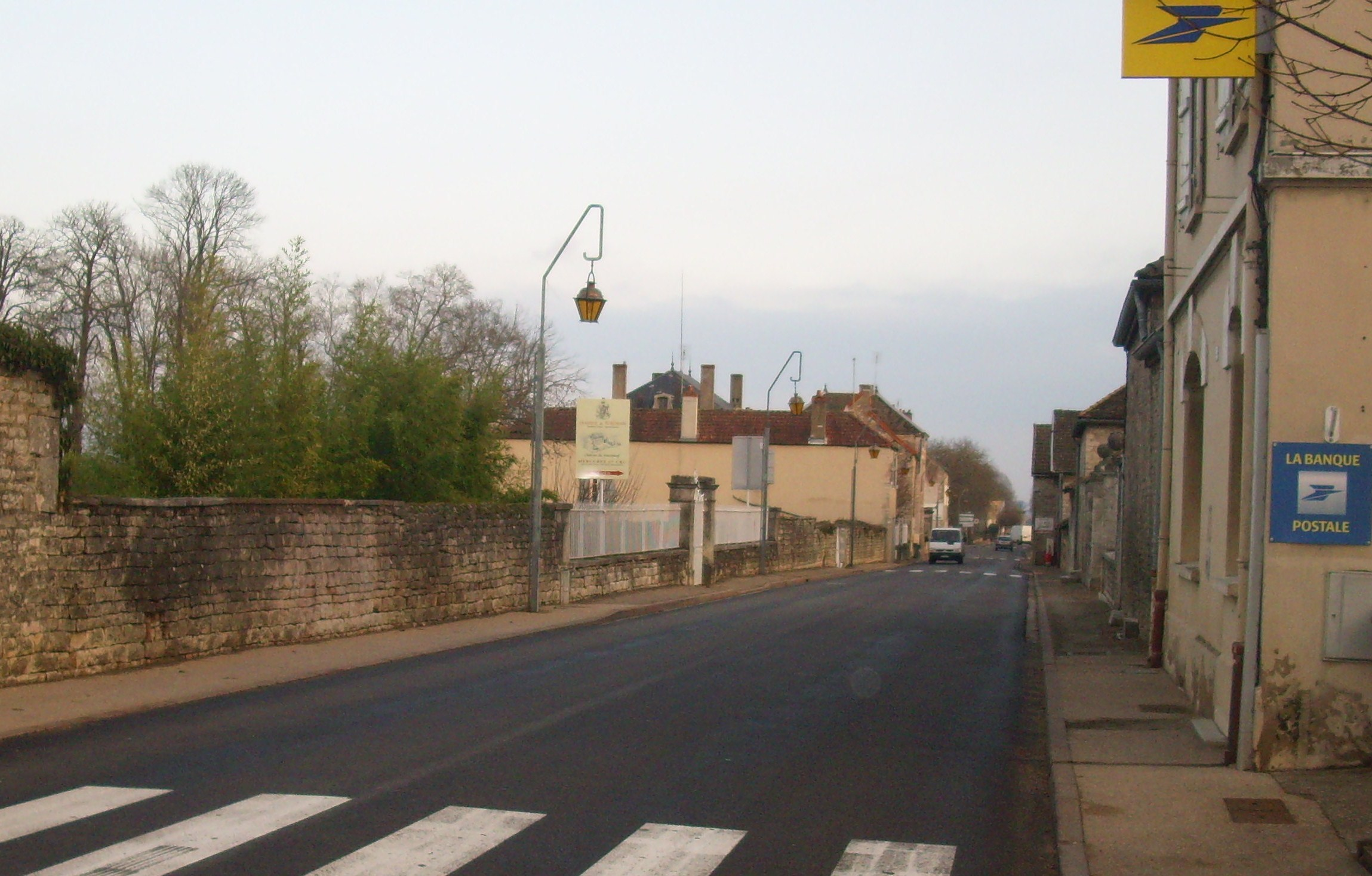
Rue principale (route d'Autun).
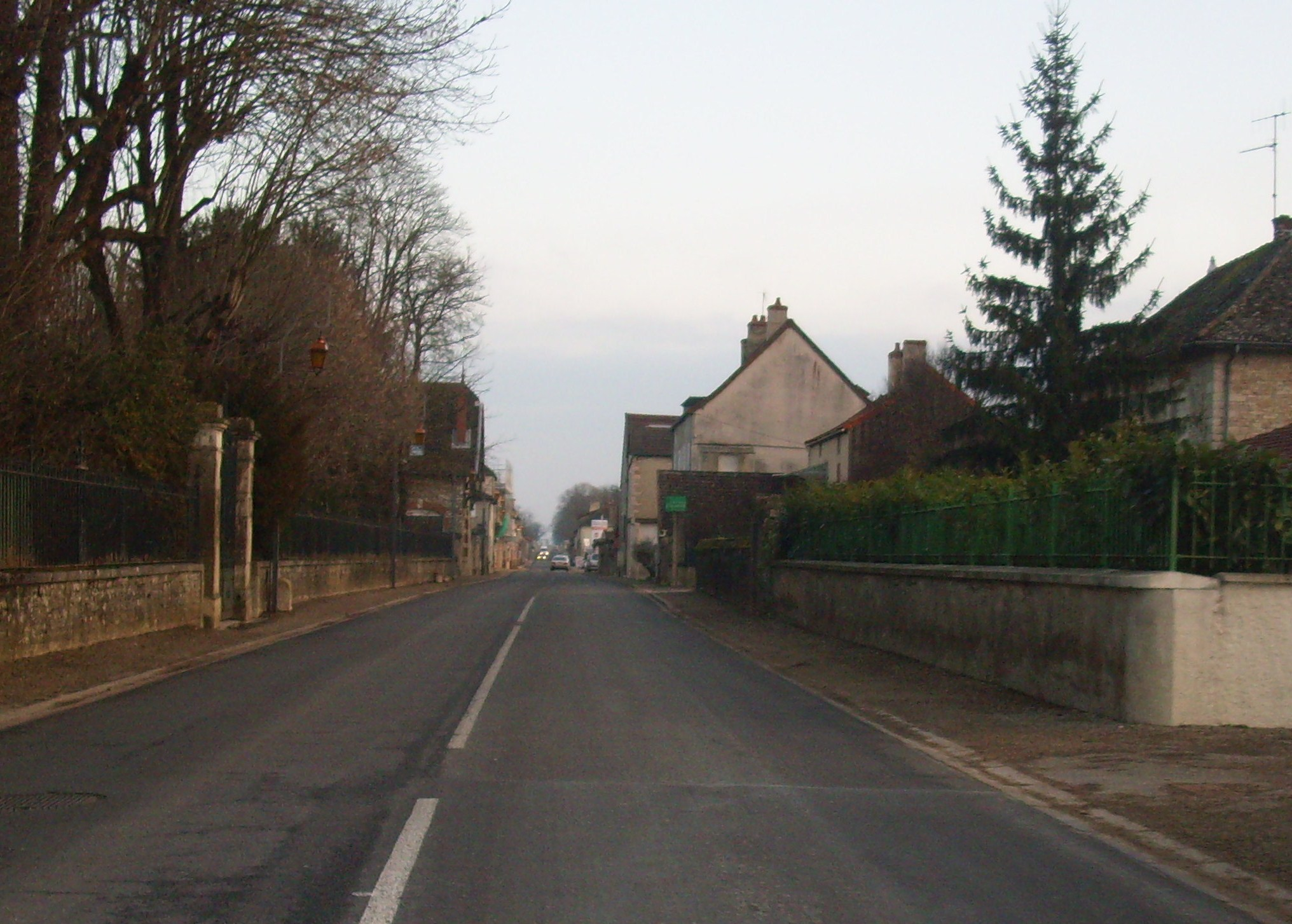
Rue principale (route d'Autun).
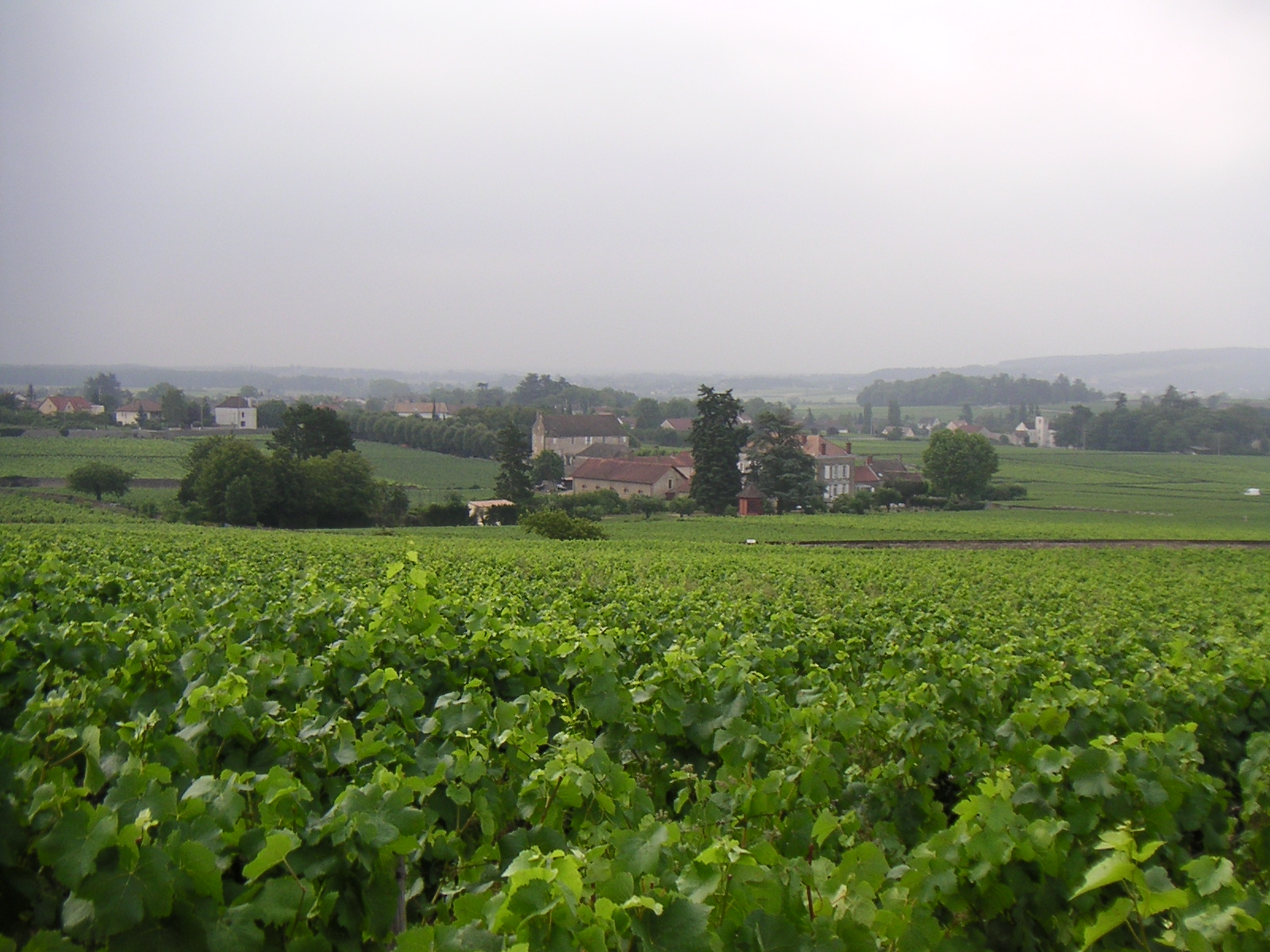
Hameau de Jamproyes
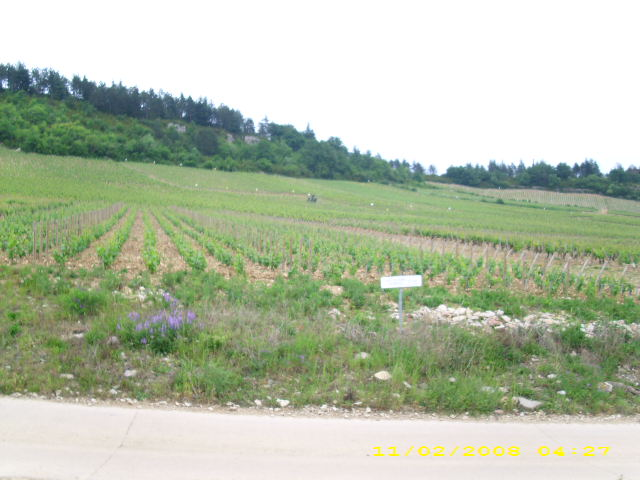
Vue des Champs Martin.
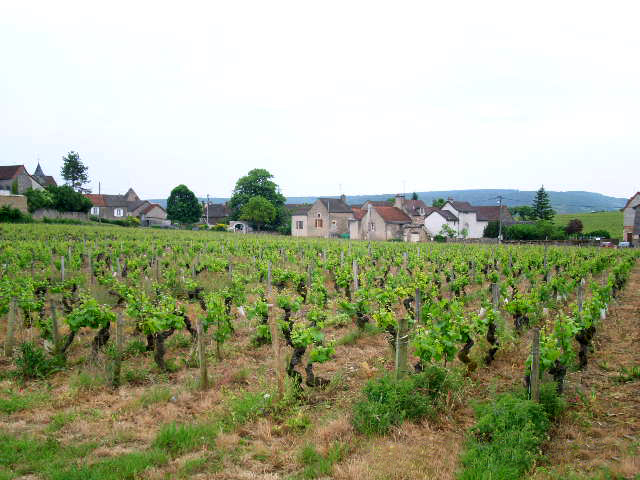
Vue de en Grillot.
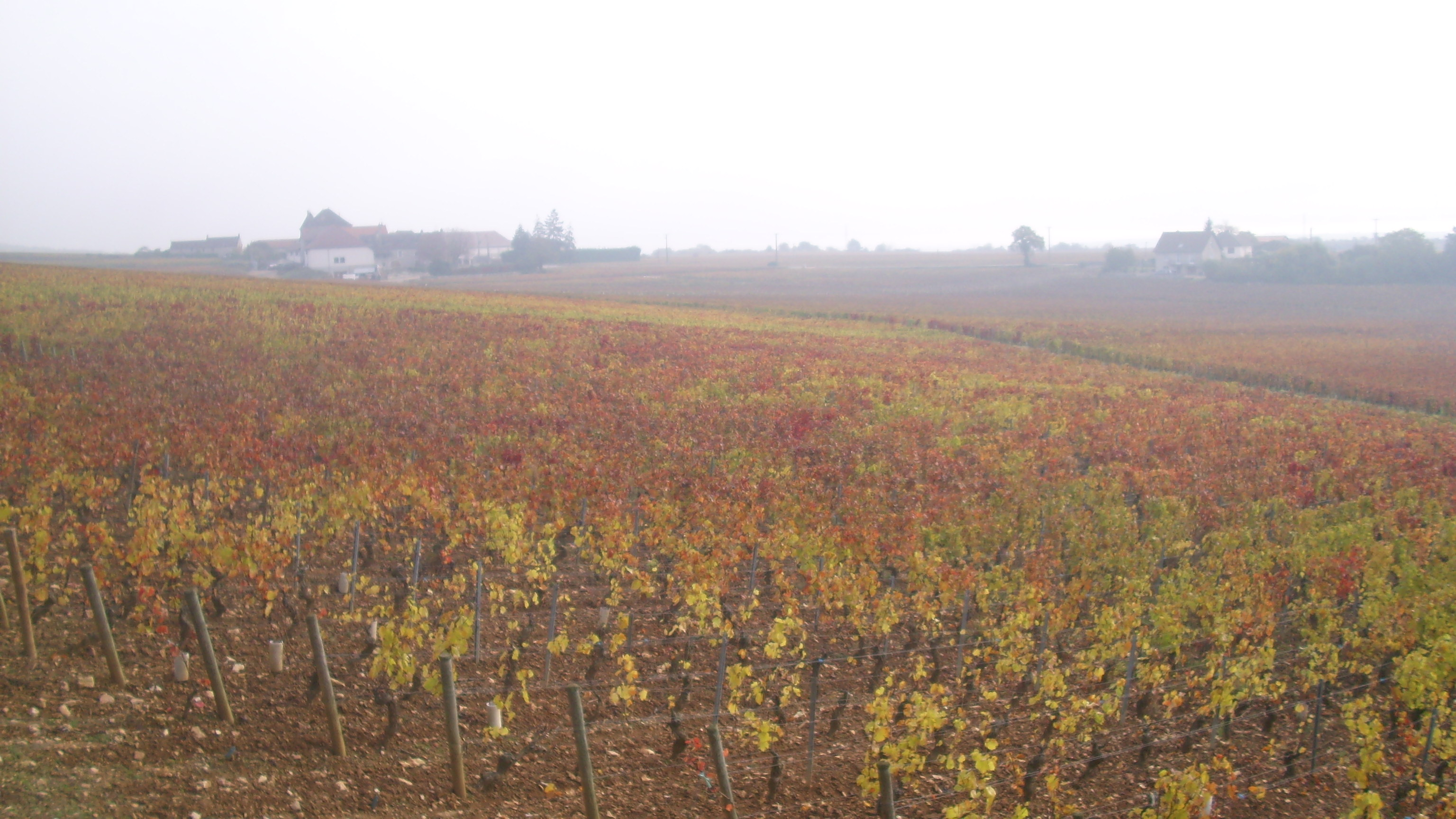
Vue d'une partie du Clos l'évêque.
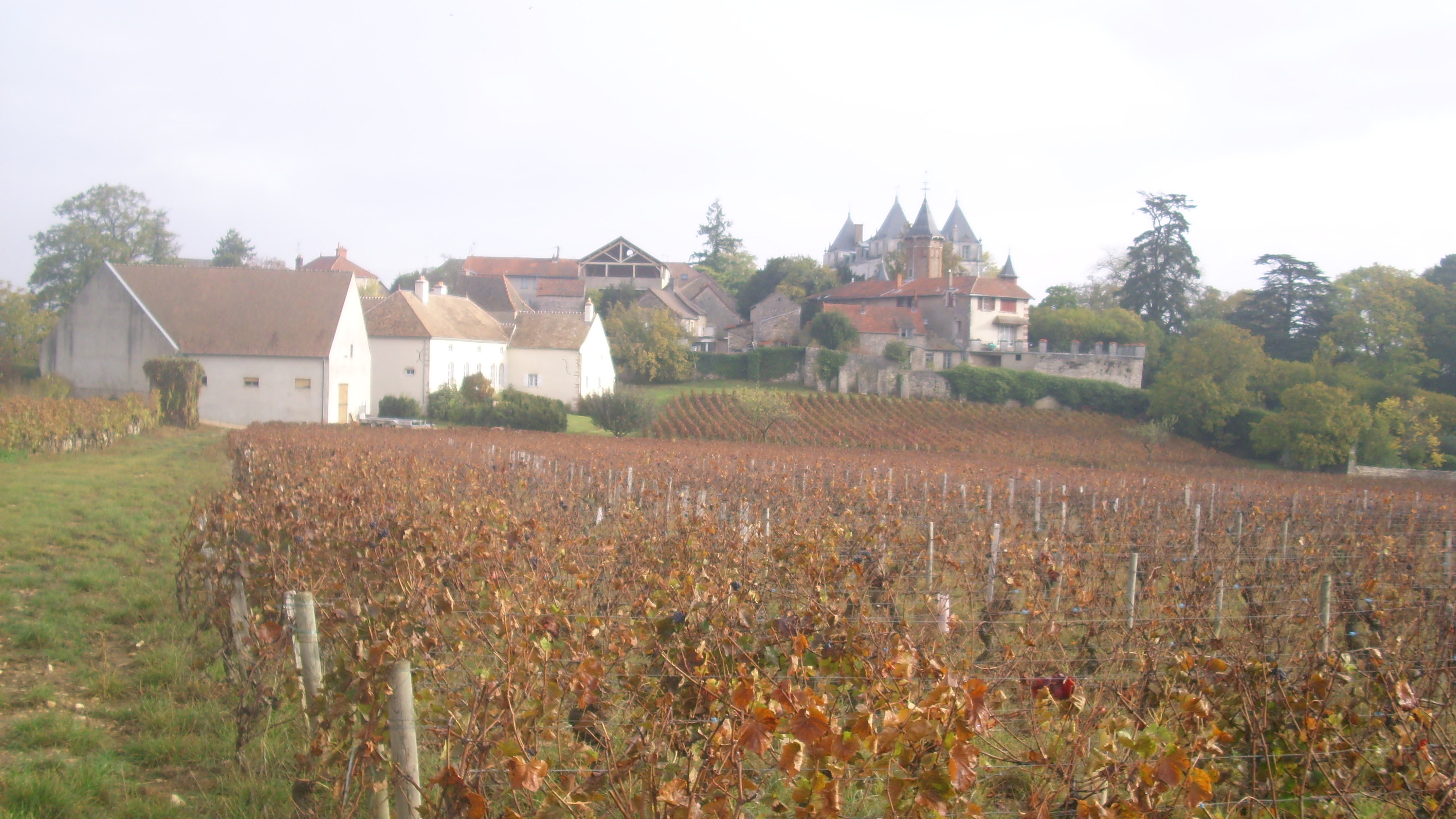
Vue d'une partie du hameau de Chamirey et de son château.
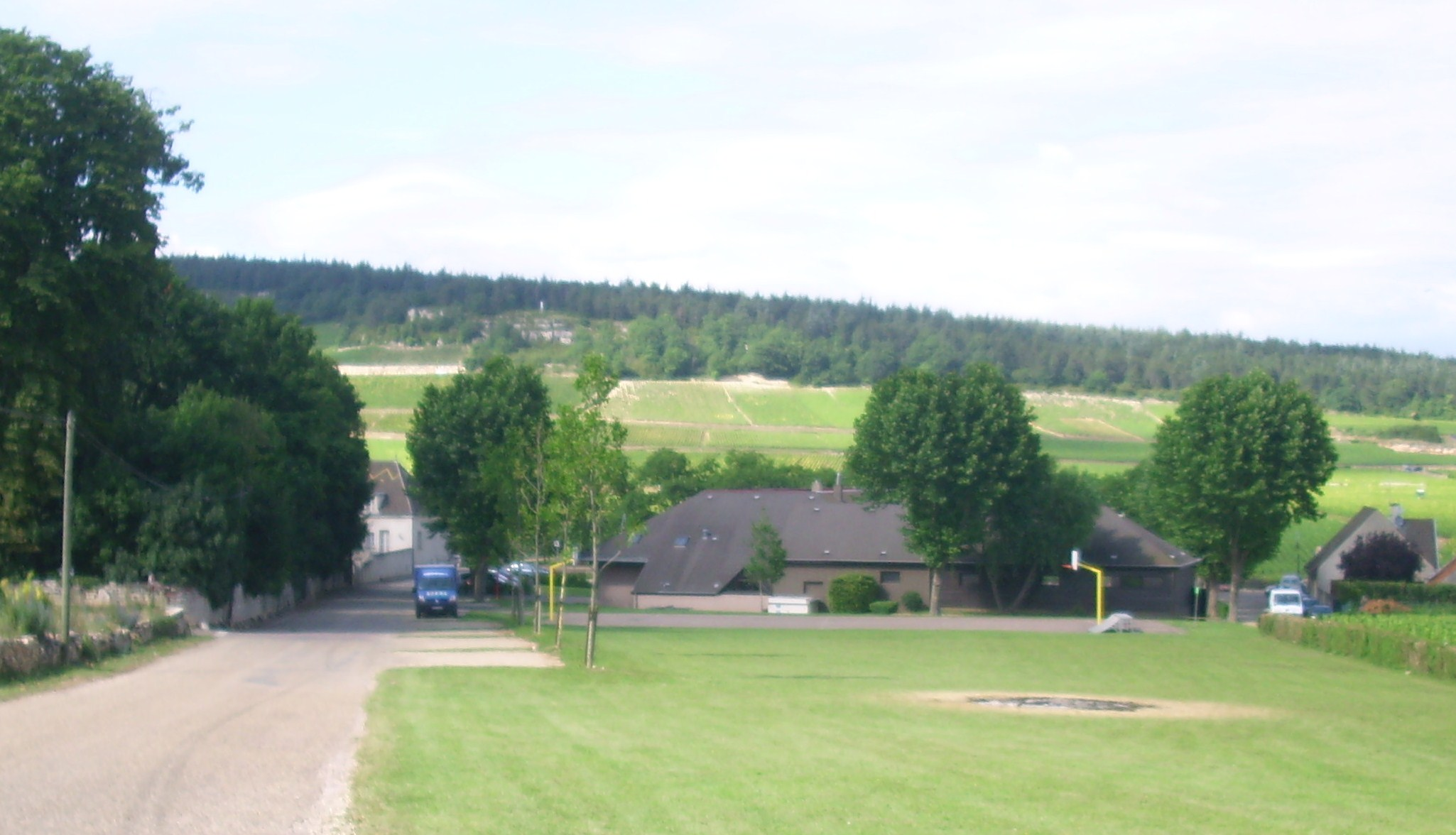
Vue du terrain de basket-ball, de la mairie-salle des fêtes.
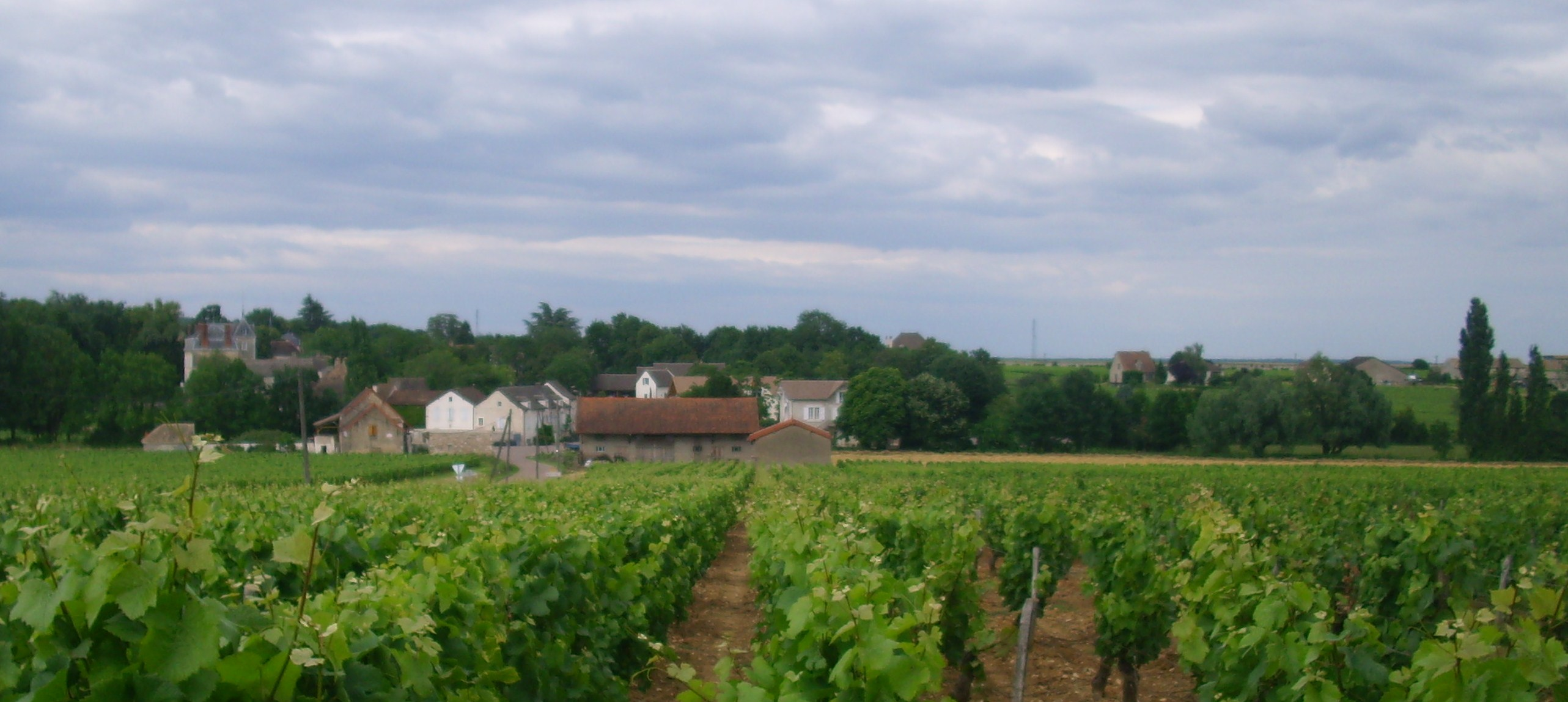
Vue du hameau d'Etroyes.
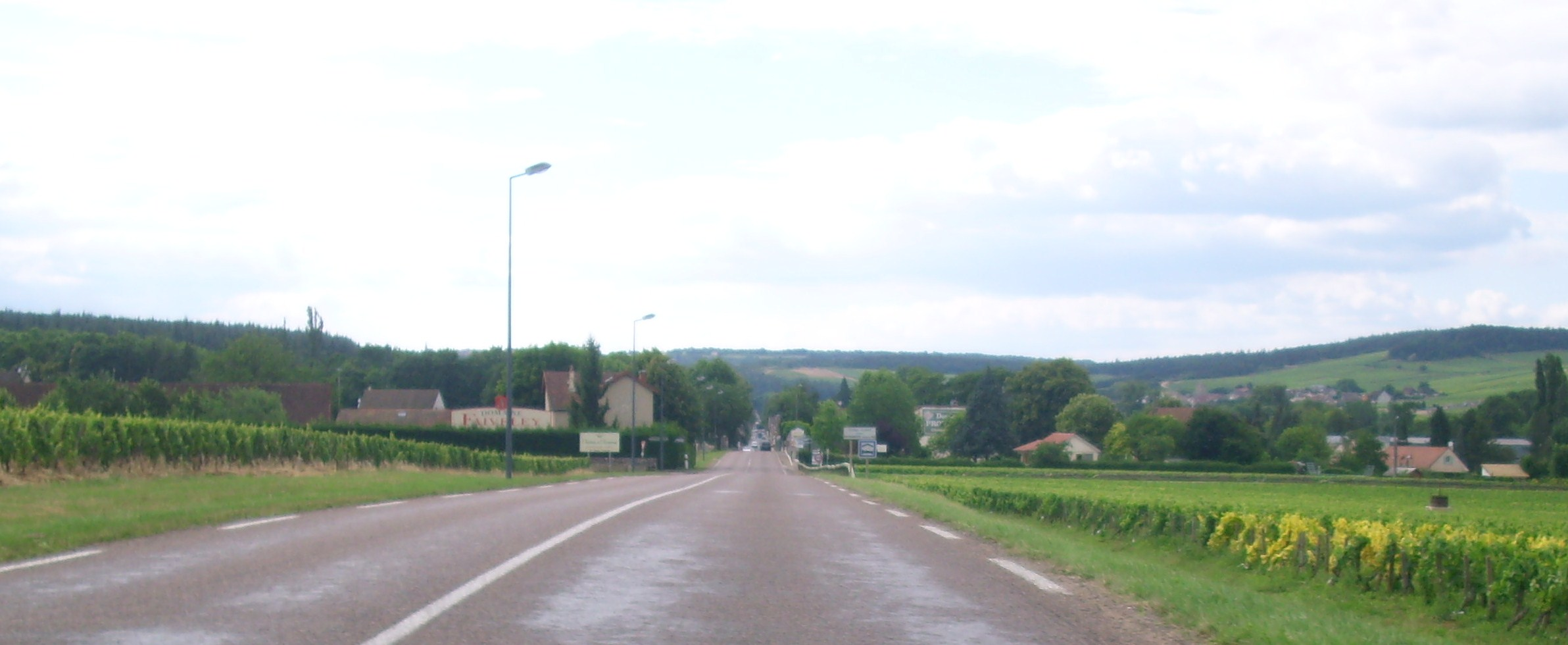
Entrée de Mercurey (par Chalon-sur-Saône).
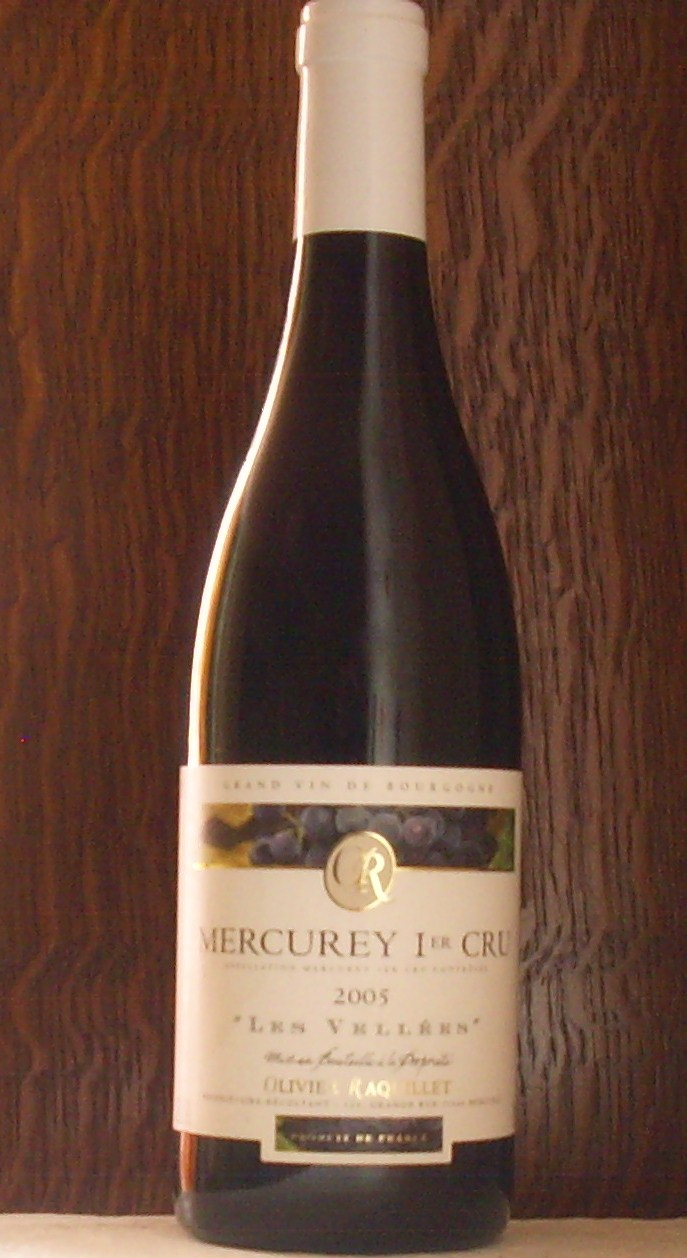
Bouteille de mercurey premier cru.

## Pour approfondir